# Rue Mercière (Lyon)
Pour les articles homonymes, voir Rue Mercière.
La rue Mercière est une rue du quartier des Cordeliers dans le 2e arrondissement de Lyon, en France.

## Situation et accès
Rue piétonne orientée nord-sud, elle relie la place des Jacobins à la place d'Albon, entre les place Bellecour et place des Terreaux. Proche du Vieux Lyon et de l'Hôtel de ville, au cœur de la presqu'île, elle est avec quelques rues adjacentes, avec ses nombreux restaurants, bouchons lyonnais, brasseries, bistros, et bars, devenue un des hauts lieux touristiques institutionnel de la cuisine lyonnaise,. En cela, elle présente les mêmes similitudes avec le Vieux Lyon, dont la Rue Saint-Jean.
- : Bellecour ou Cordeliers
- à l'arrêt Jacobins.

## Origine du nom
La rue Mercière se distinguait autrefois en petite rue Mercière au sud de la rue Dubois, et grande rue Mercière au nord. Étymologiquement, mercière désigne le terme « Mercier / Mercerie / marchand ». Au Moyen Âge, elle est également connue sous le nom rue Marchire.

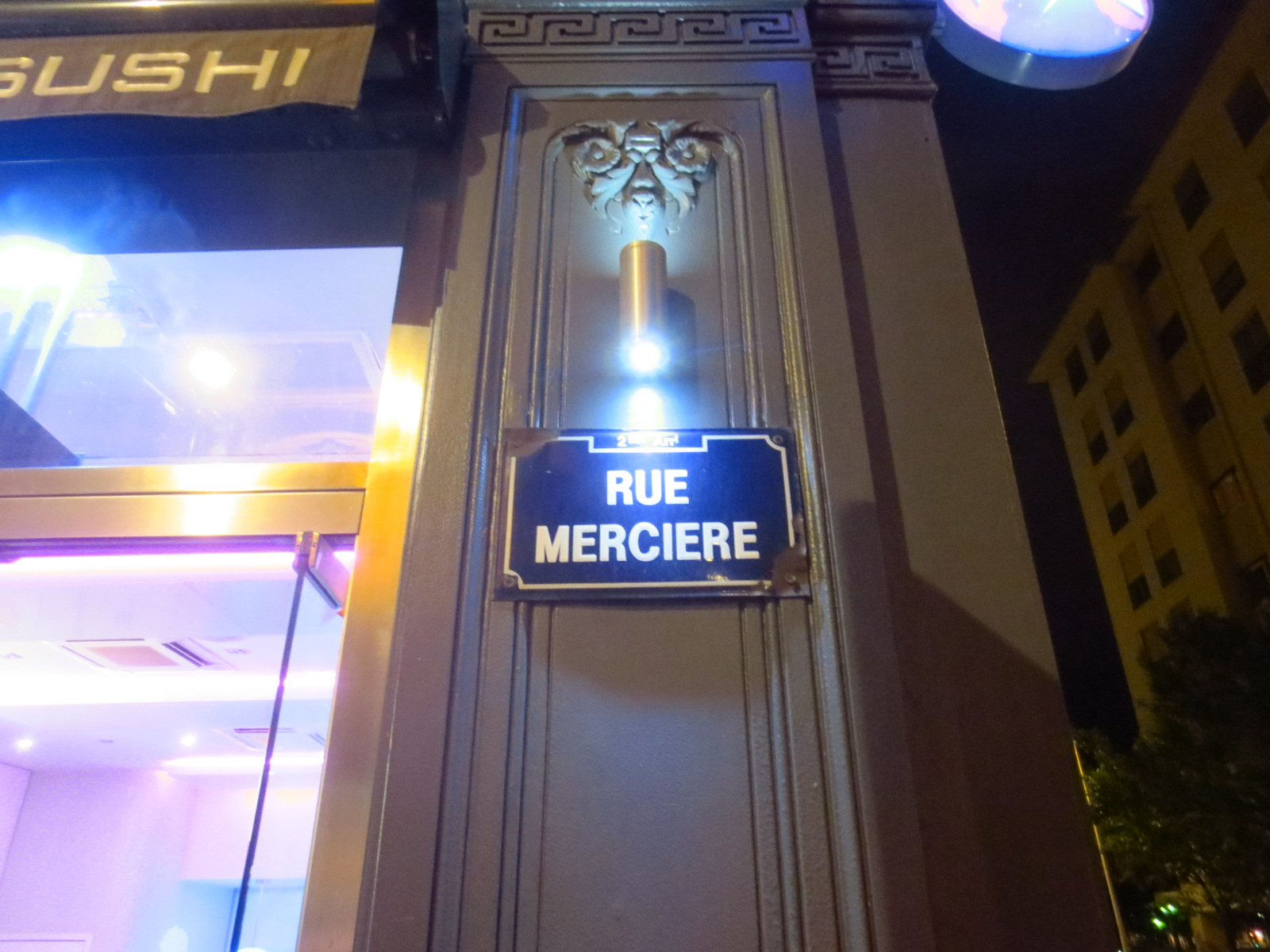
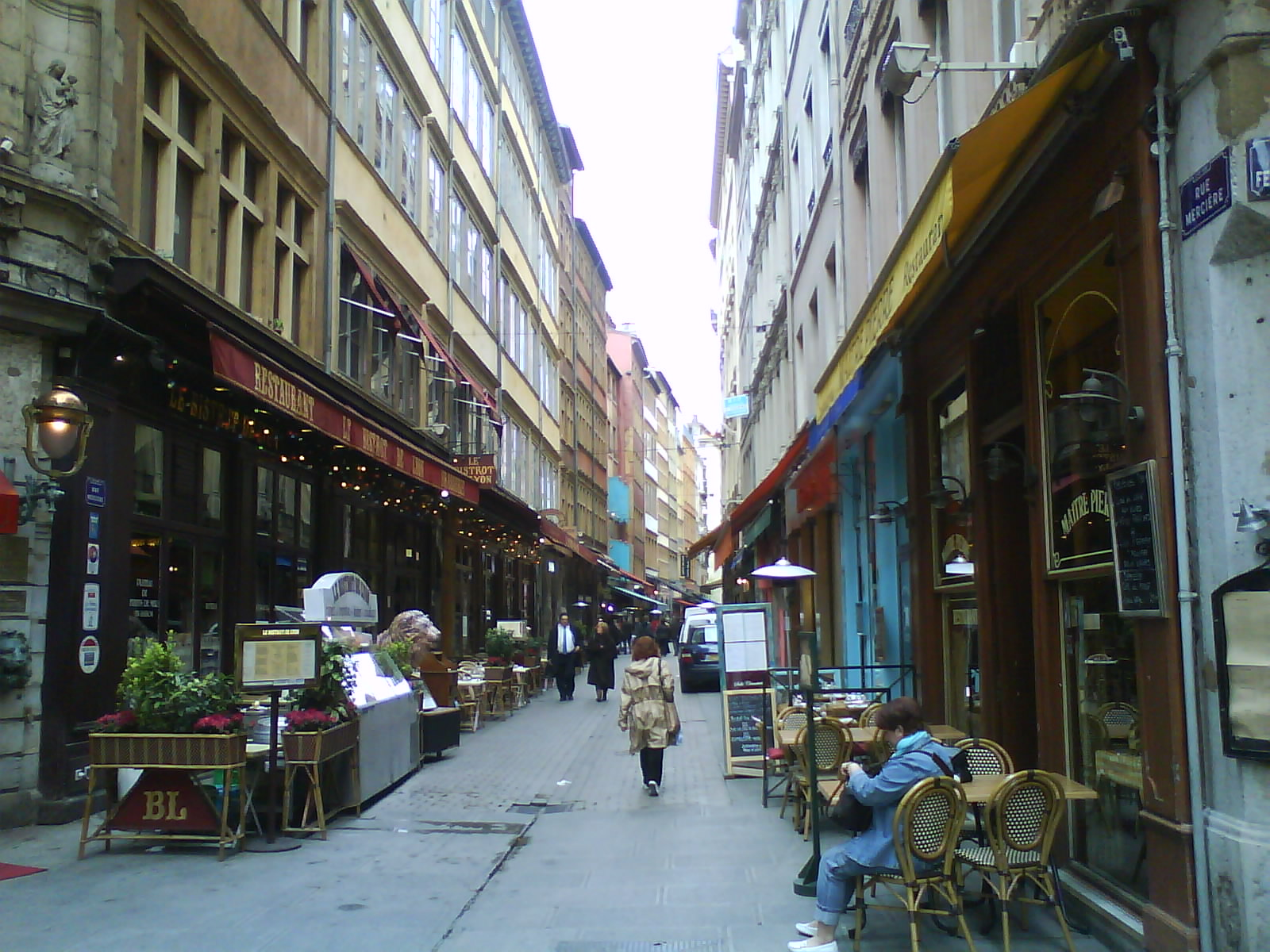
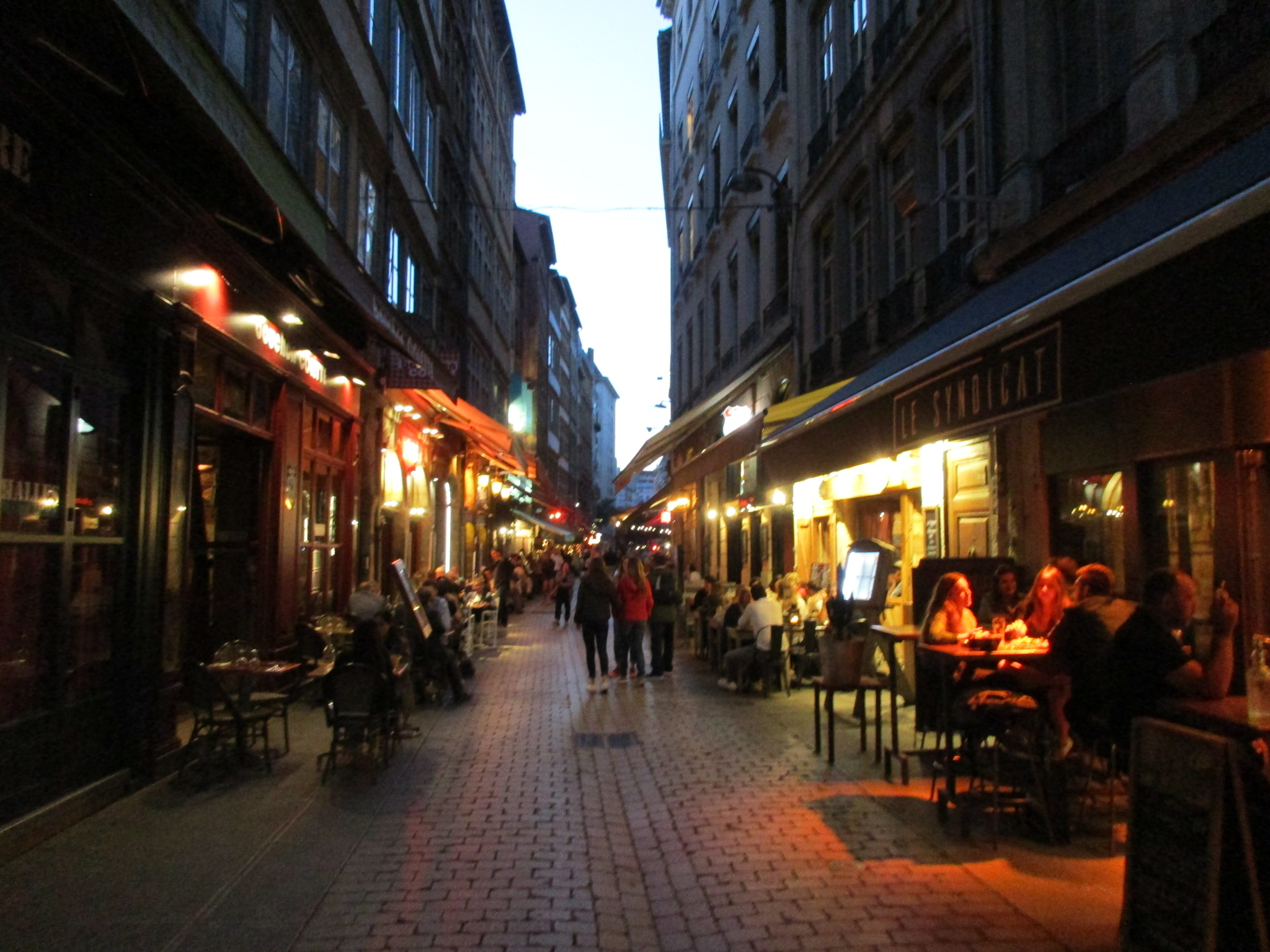
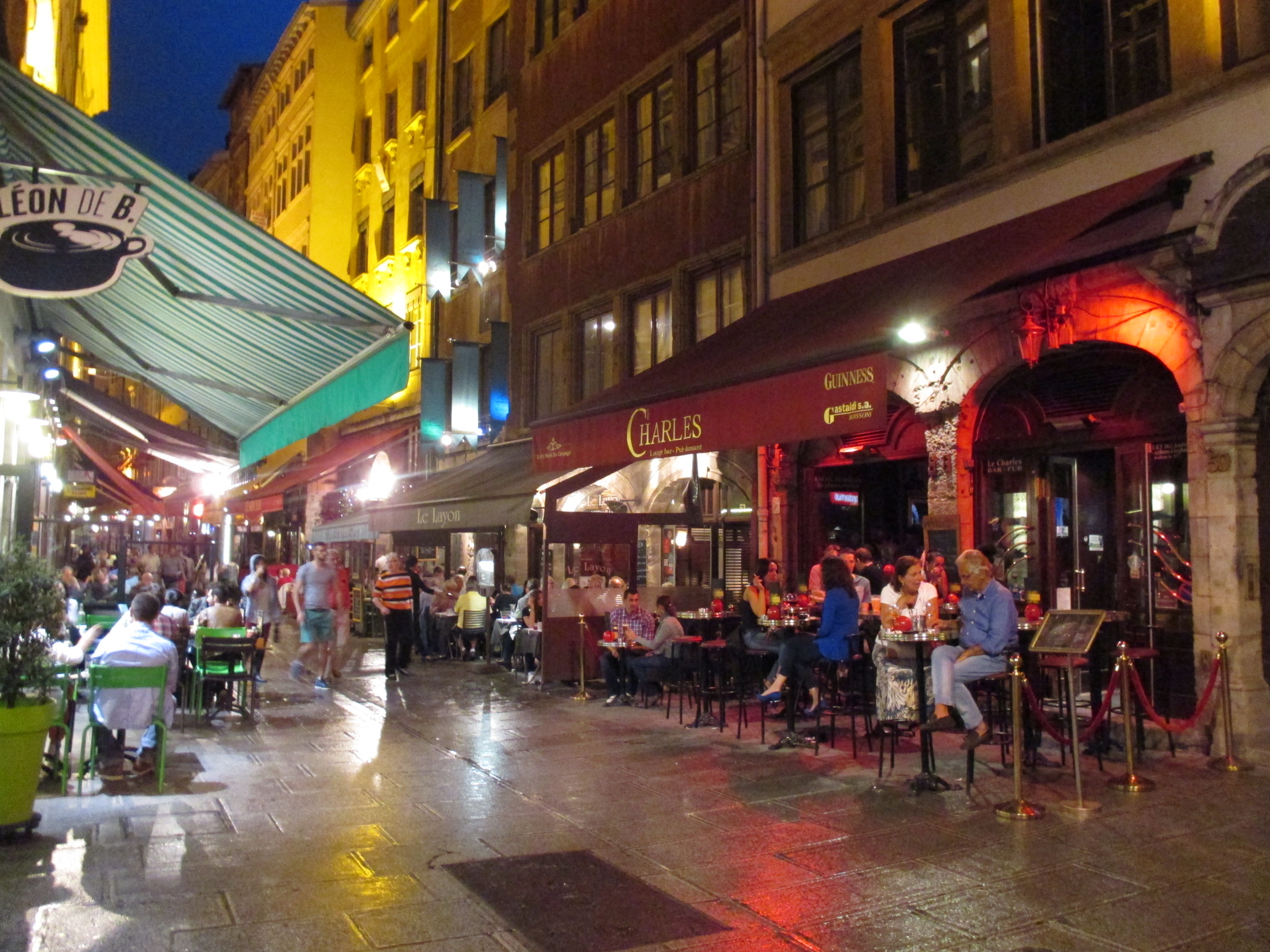

## Historique
Elle serait l'une des plus anciennes rues de Lyon, attestée dès le XIIIe siècle. Il est possible qu'elle reprenne le tracé d'une voie existante de l'époque de Lugdunum de l'Antiquité tardive. Selon l'abbé Vachet, elle serait, à l'origine, un quai de la Saône de la presqu'île de Lyon ; c'est l'édification d'un rang de maisons aux dépens de la rivière qui l'aurait transformée en rue (histoire de Lyon).

### Moyen Âge et Renaissance
Dès le XIIIe siècle, c'est l'artère principale de Lyon sur la rive gauche de la Saône, ce qu'elle sera jusqu'au XVIIIe siècle. Cette voie principale traverse la cité en suivant l'axe formé par le pont du Rhône, les rues Bourchamin, Confort, Mercière et le pont de la Saône. Elle fait alors partie des ilots les plus denses de la presqu'île, avec le quartier Saint-Nizier.

Quelques immeubles Renaissance classés aux Monuments Historiques
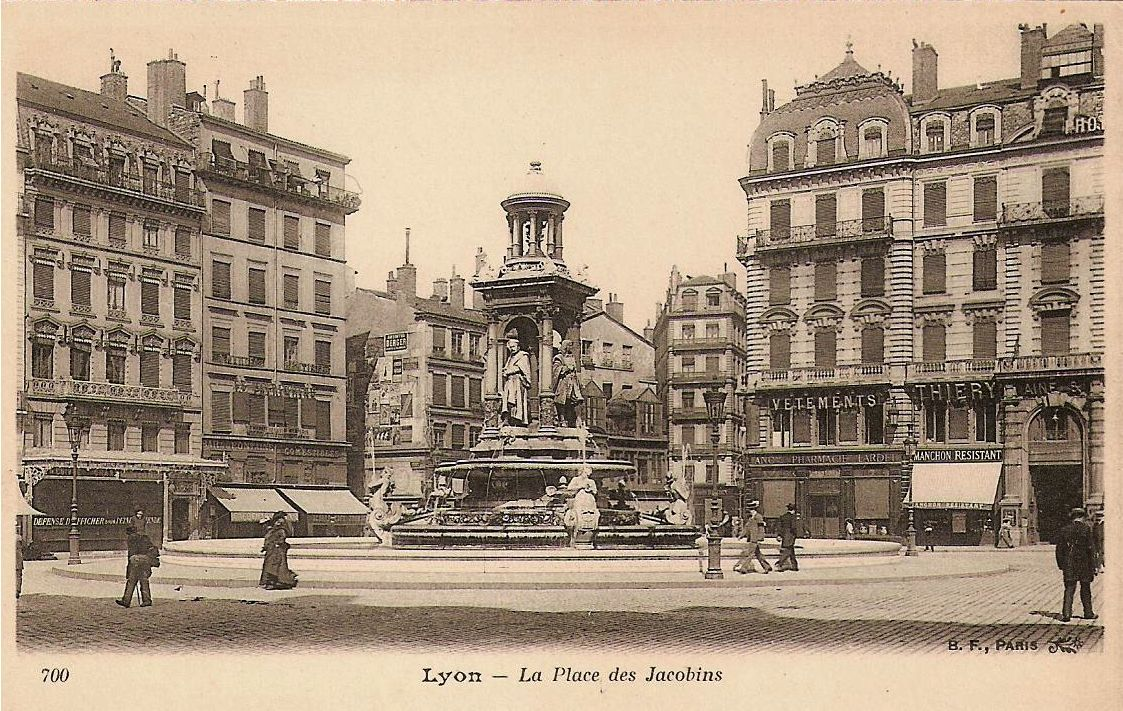
Place des Jacobins vers 1900
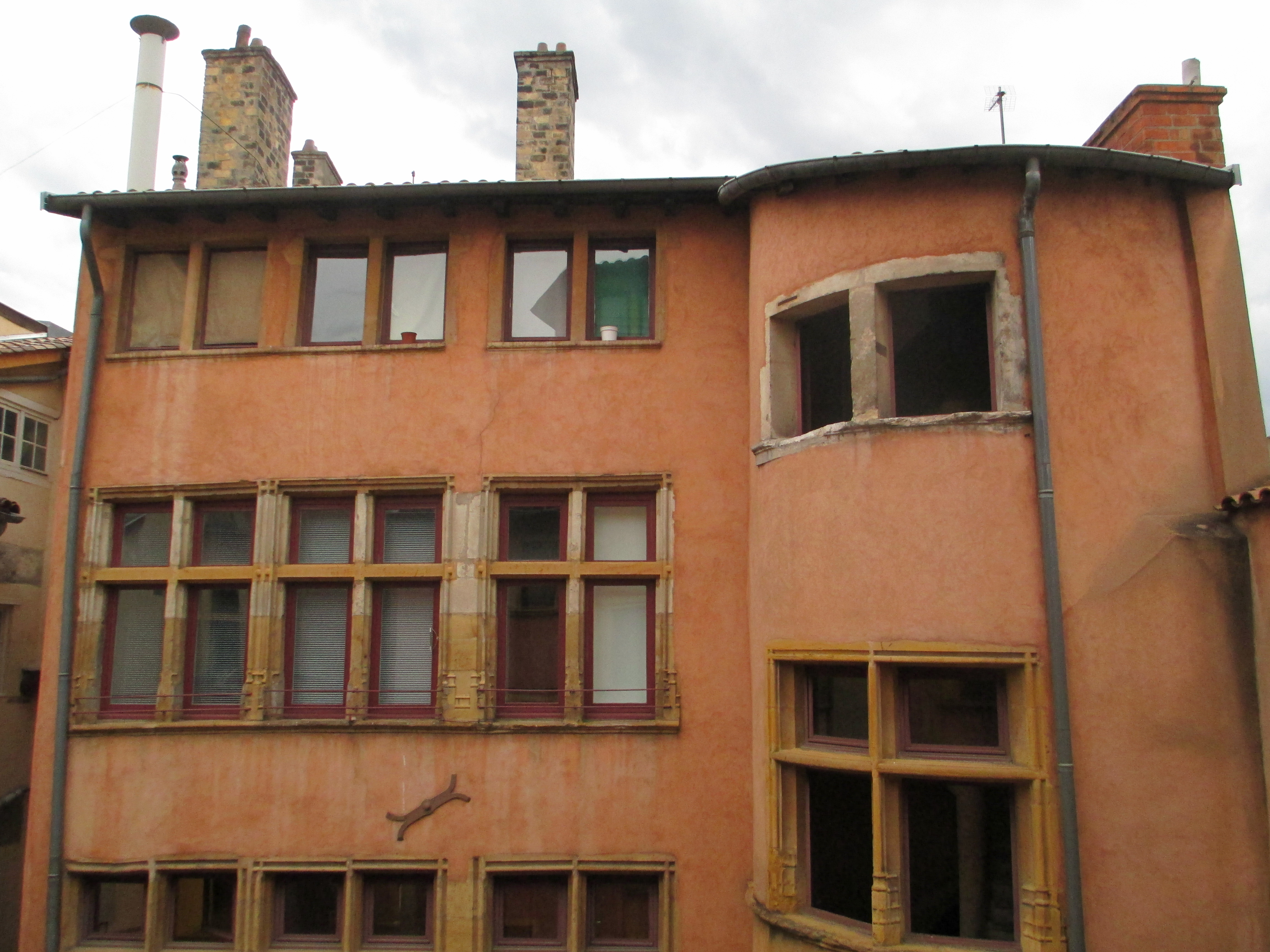
N° 58
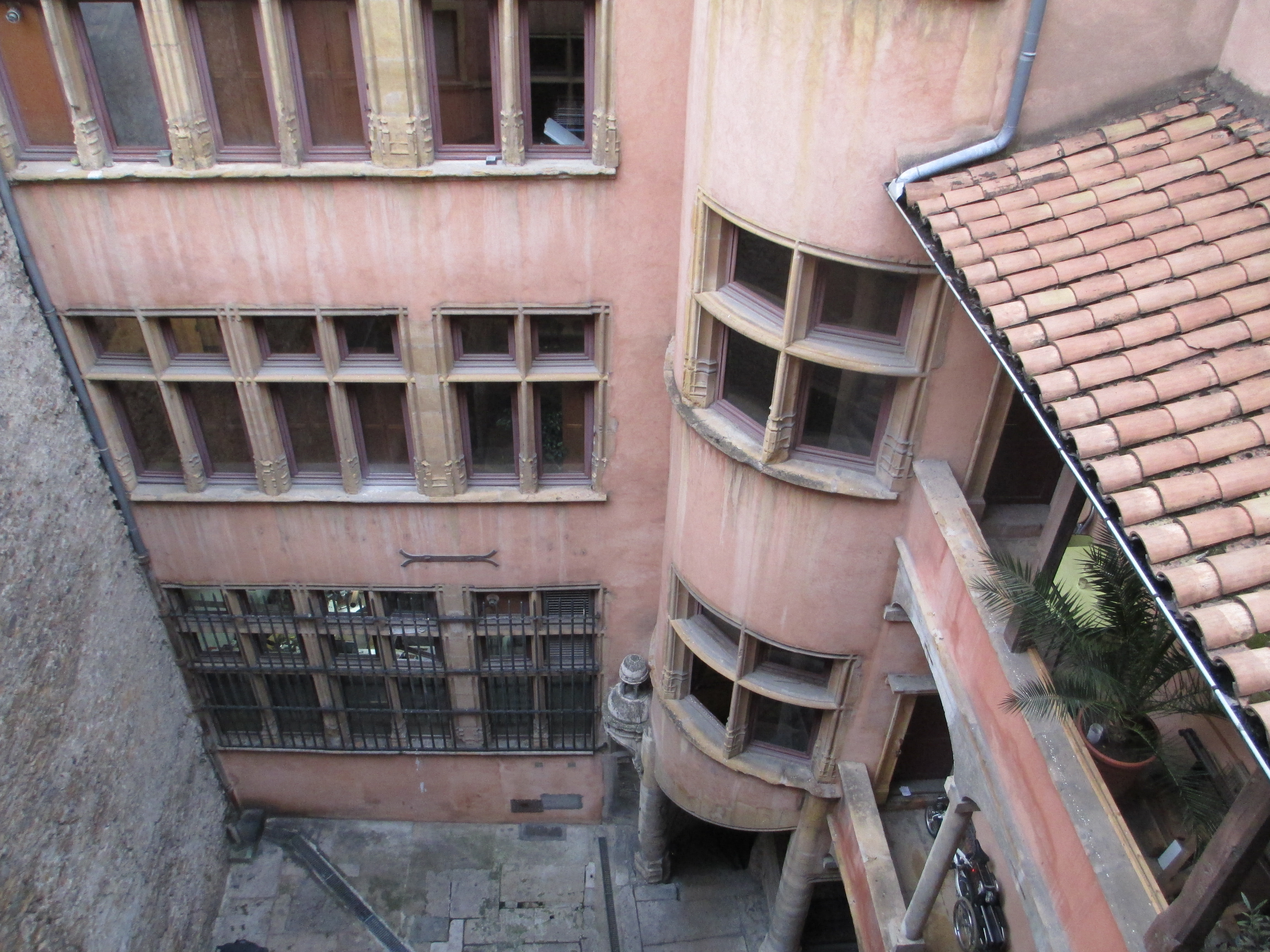
N° 58
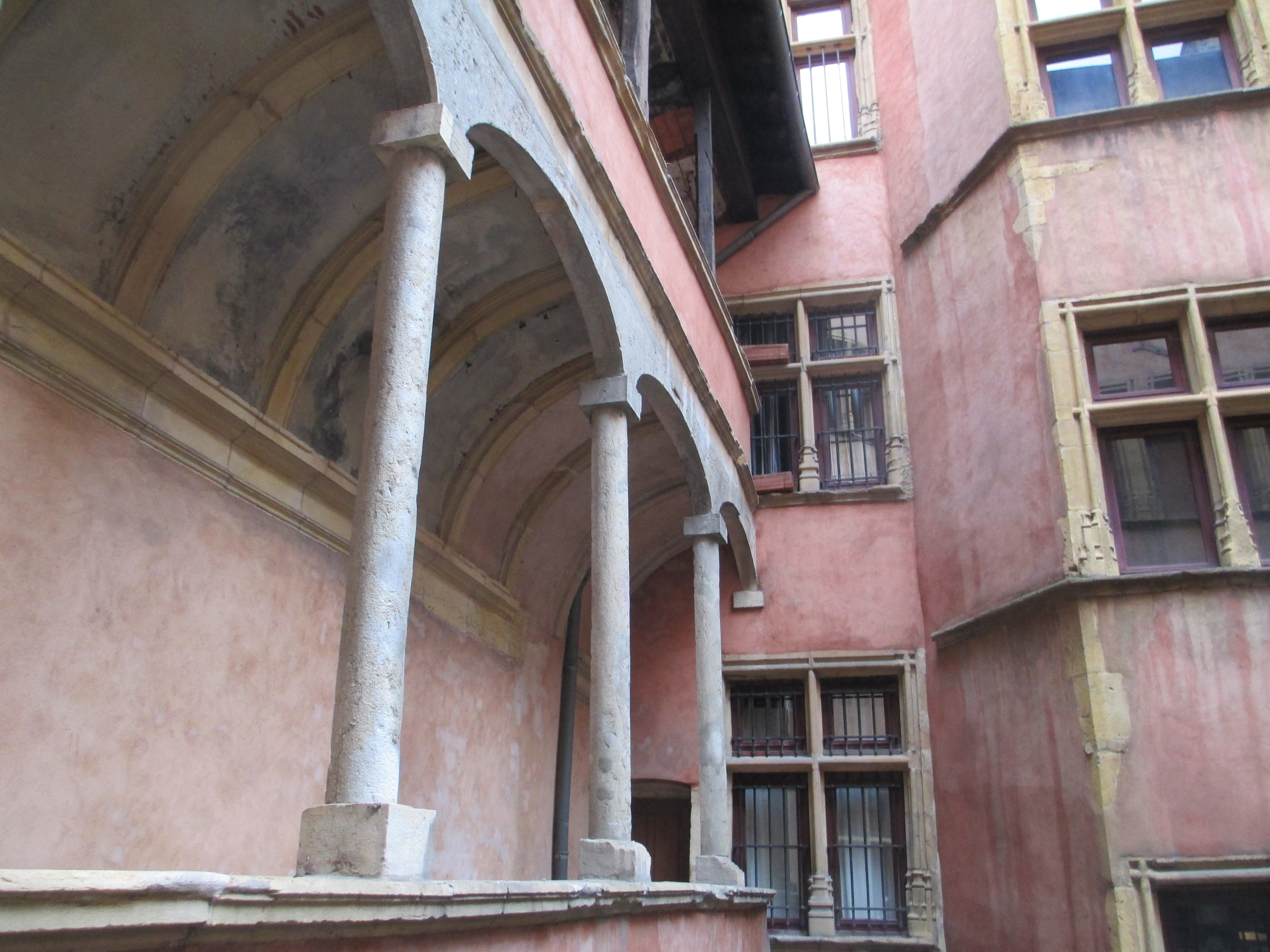
N° 58

Rue très importante à la Renaissance, elle bénéficie la première de la prospérité retrouvée grâce aux foires après les épreuves de la guerre de Cent Ans. Dès les années 1468-1470, le consulat autorise des propriétaires à rénover et surélever des immeubles, bien avant d'autres rues lyonnaises,.
La rue Mercière, à elle seule, concentre les familles lyonnaises Le Maistre, Syvrieu, et Thomassin. Au passage entre le XVe et le XVIe siècle, elle prospère du commerce du drap, des fourrures, et des parchemins. Progressivement, de nombreux imprimeurs s'y installent pour devenir au XVIe siècle, la rue des libraires et imprimeurs. Le roman historique, La Colline aux corbeaux, premier tome d’une saga dont le titre « Les Dents noires » centré sur le monde du livre et de l’imprimerie à Lyon au XVIe siècle coécrit par Heliane Bernard & Christian-Alexandre Faure,  évoque ces minuscules caractères de plomb maculés d’encre dont on se servait pour imprimer les livres. Elle accueille notamment l'atelier de Sébastien Gryphe, à l'angle de la rue Thomassin au début du XVIe siècle. À un angle de la rue Mercière et de la rue Ferrandière se trouve la librairie de Jean Caffin et François Plaignard, et à l'autre angle, l'atelier de l'imprimeur Antoine Pillehotte. Intimement lié aux imprimeurs et libraires, le dernier grand enlumineur lyonnais Guillaume II Le Roy vit dans la rue, à l'angle de la rue Thomassin. Il travaille pour le libraire Étienne Gueynard et l'imprimeur Simon Vincent. Cette partie de la rue Mercière est, durant le XVIe siècle, le lieu où se tient la nation flamande lyonnaise, représentée par de nombreux artistes. En plus de Guillaume Le Roy, y vivent Jean de Crane, Liévin Van der Meer, Mathieu d'Anvers, tous peintres.
Du côté de la place des Jacobins, à la Renaissance, un hôpital pour les veuves et les pauvres femmes est fondé par Jean Dorieu et Isabelle Ciron. Son administration est confiée à la municipalité en 1584. C'est à cette époque que certaines des plus belles habitations sont construites, dont la « maison de la Rose », possédée par le conseiller Ennemond de Syvrieu, puis par Jacques Cœur.

### Époque moderne
À partir de la Renaissance et jusqu'à la Révolution, la rue Mercière est le centre lyonnais de l'imprimerie. Dans la rue elle-même se tiennent les plus importants libraires, éditeurs et imprimeurs, tandis que dans les rues avoisinantes se rassemblent le reste de la profession et les fondeurs de lettres.
En 1694, l'écrivain Le Grand fait jouer une comédie dénommée « La rue Mercière ou les maris dupés », dont la scène se déroule dans la rue.

### Époque contemporaine

Quelques bouchons lyonnais, de la rue Mercière
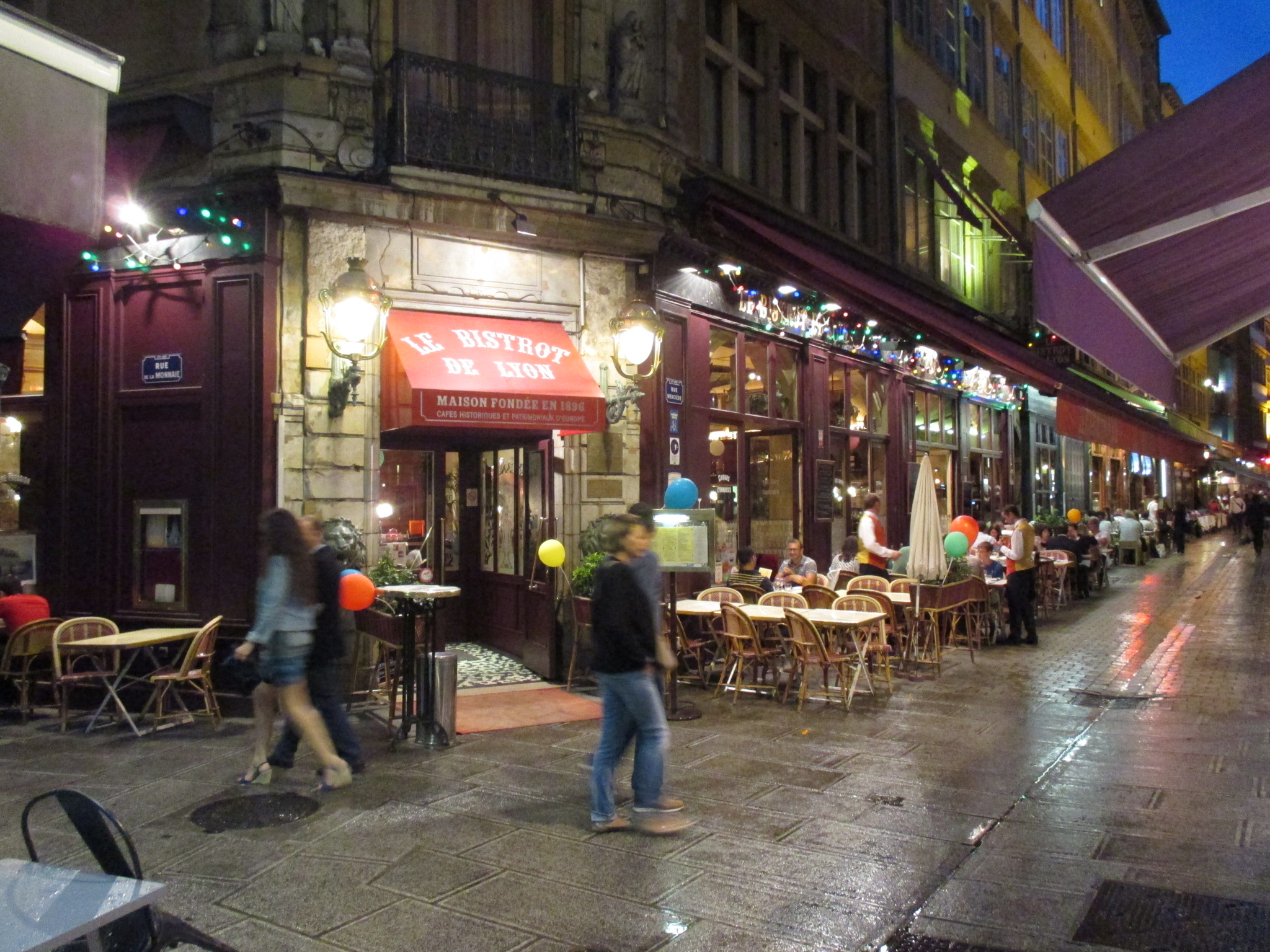
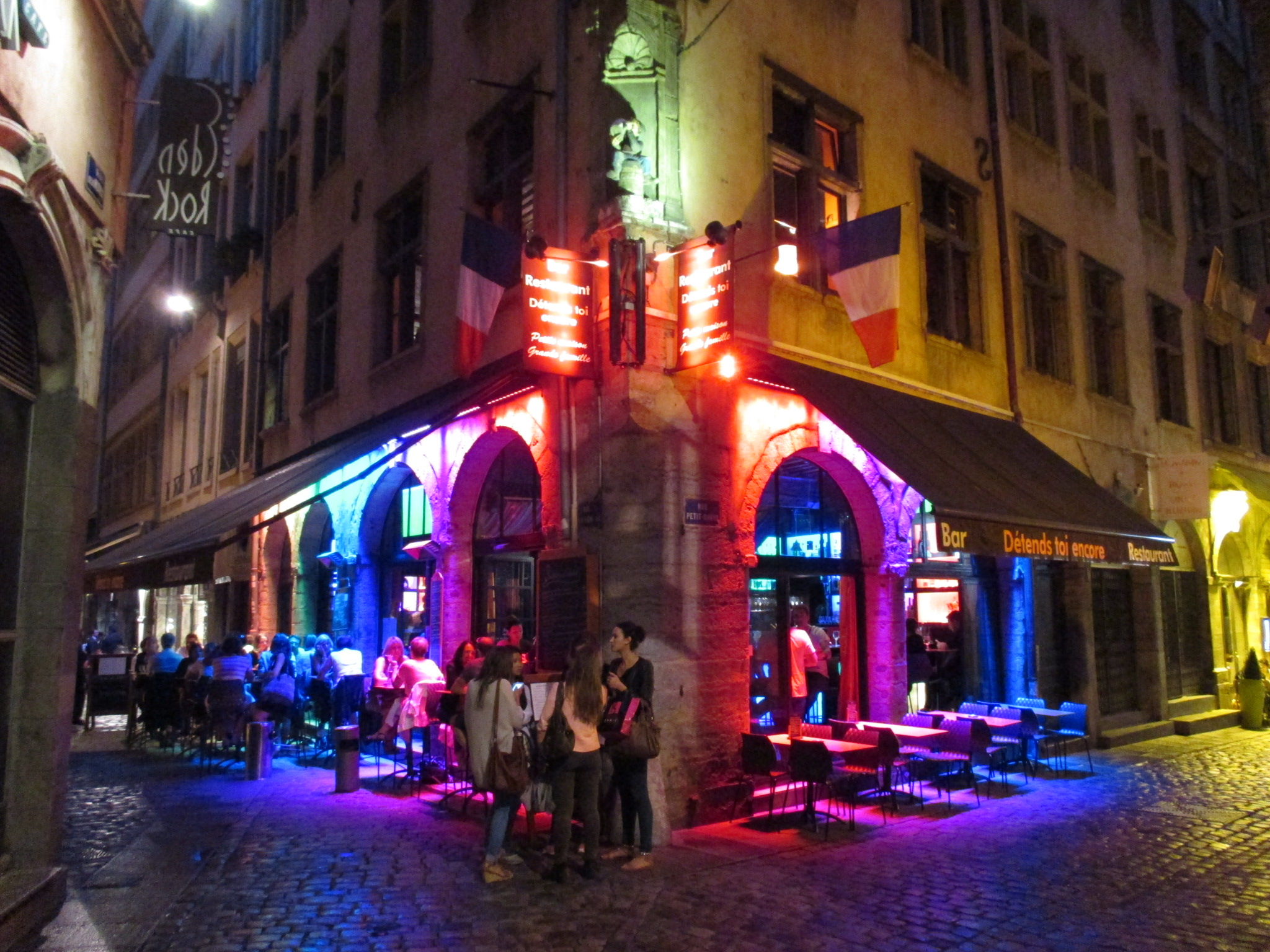
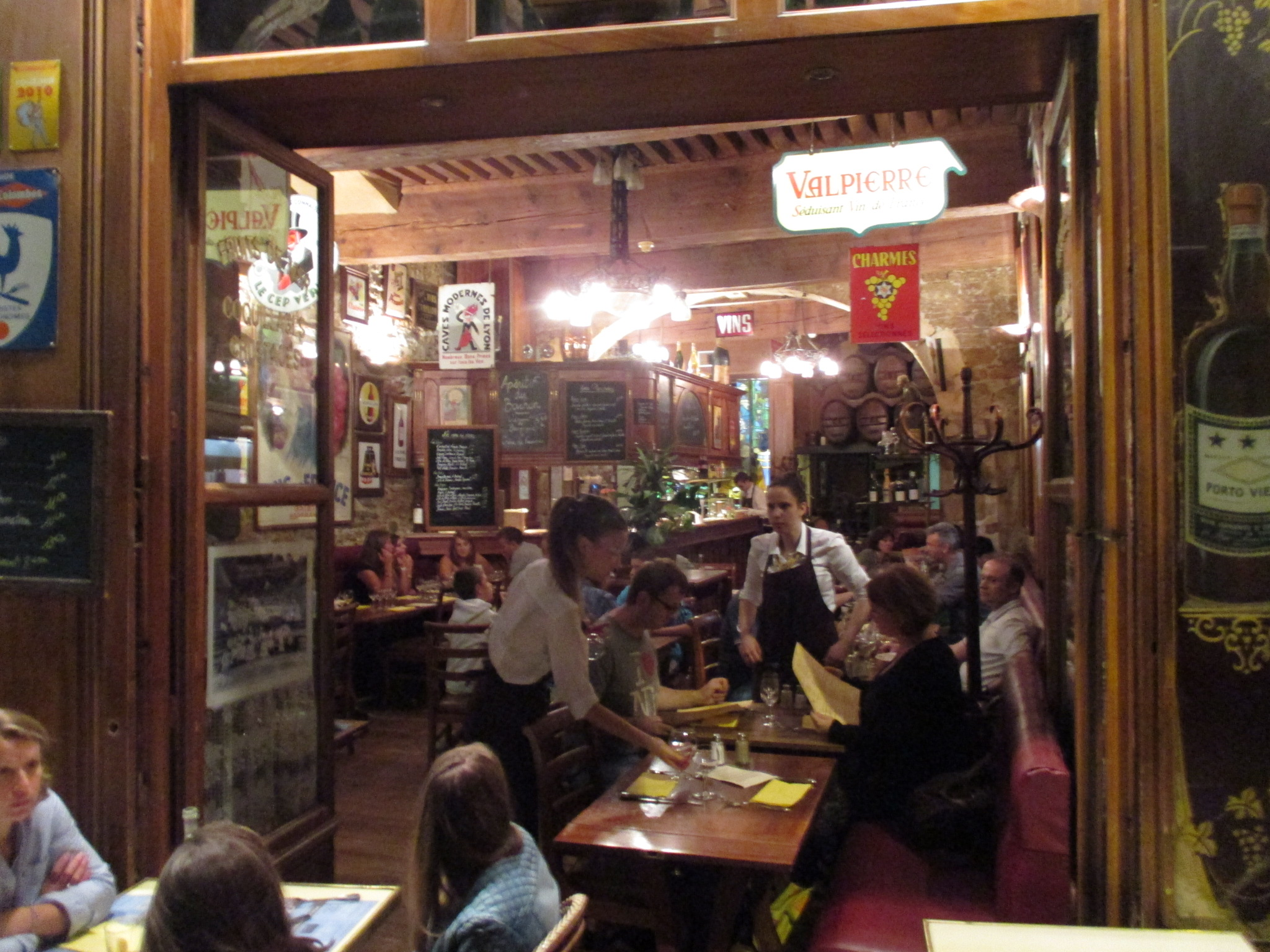
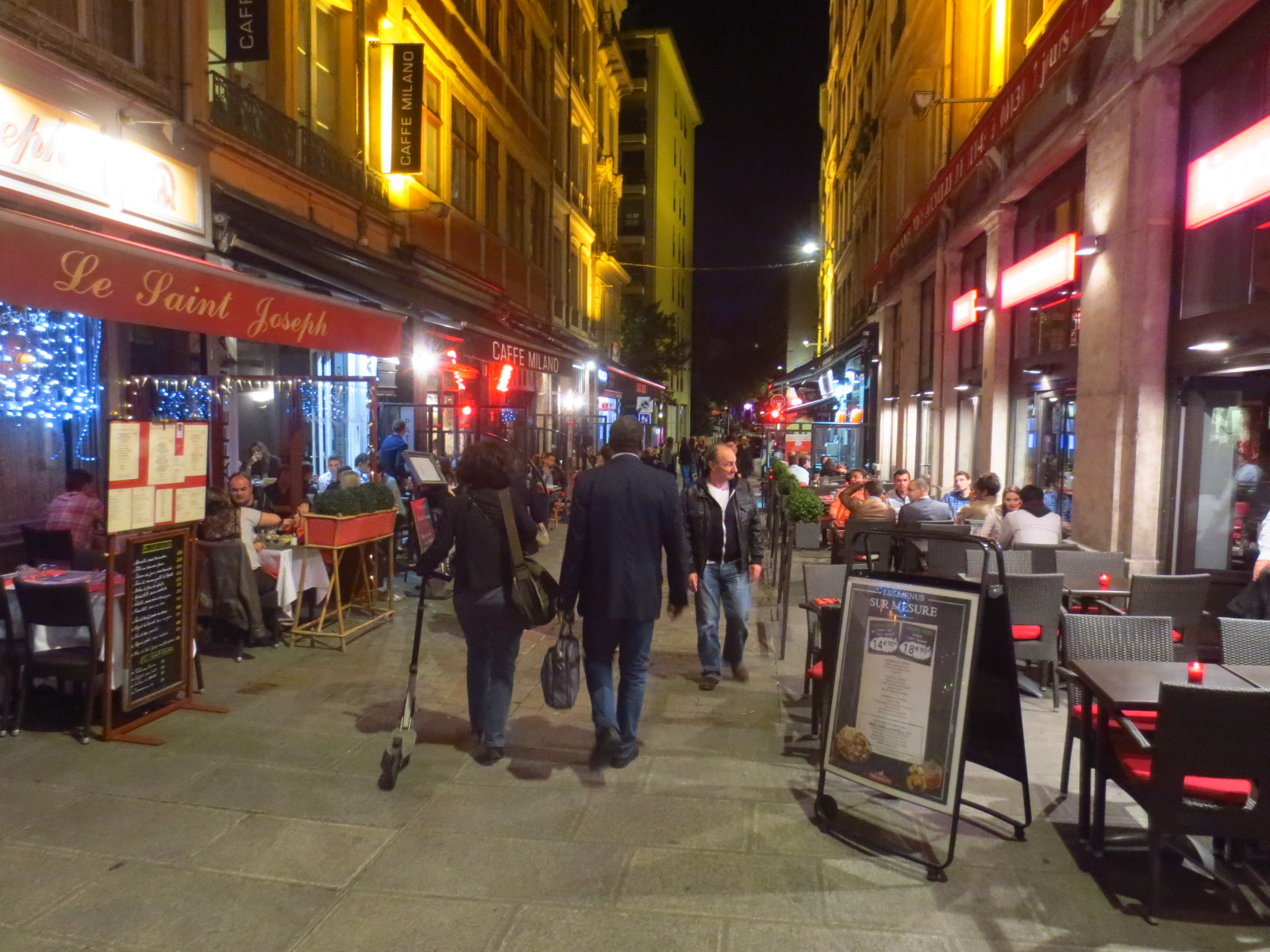
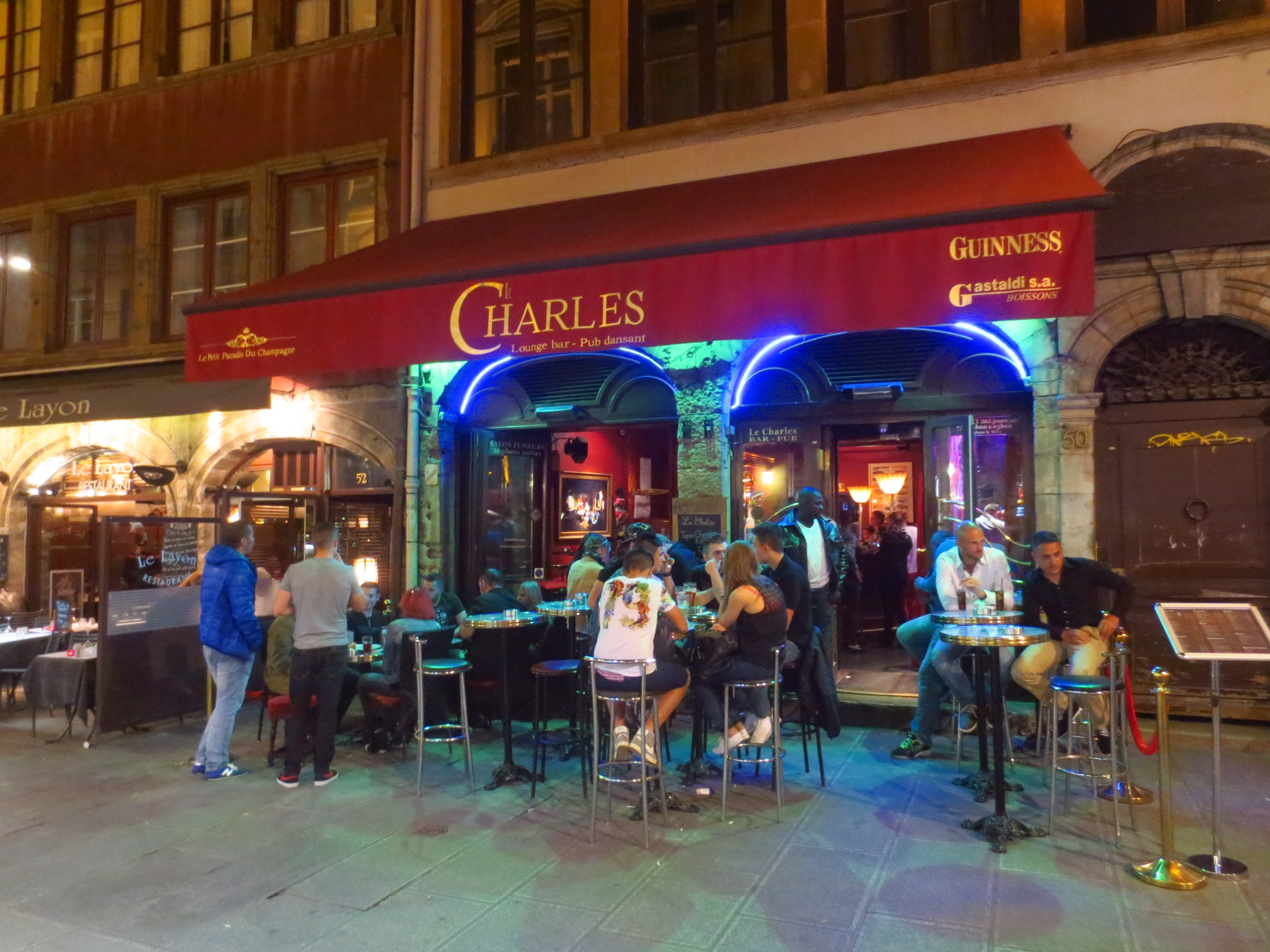
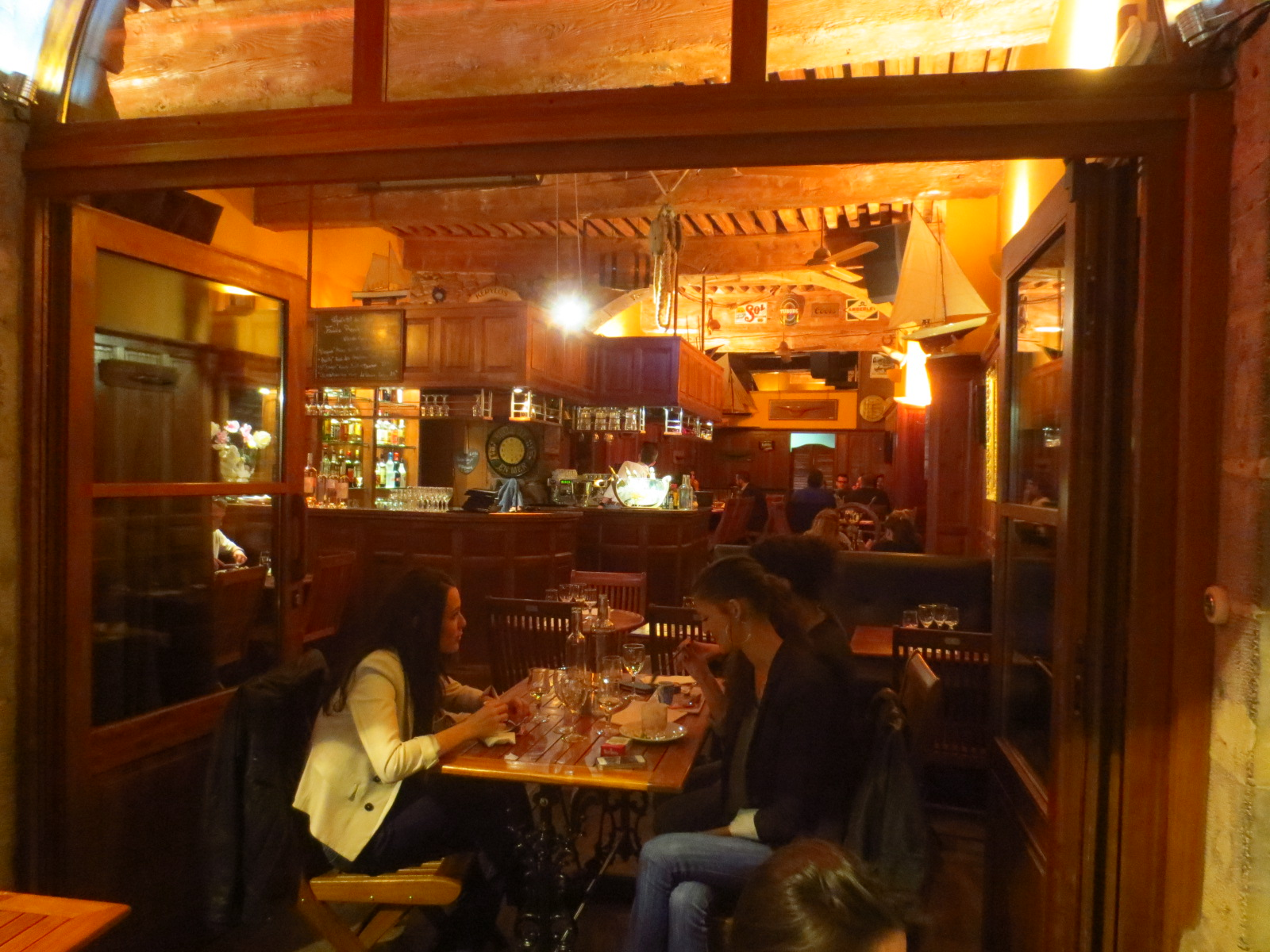
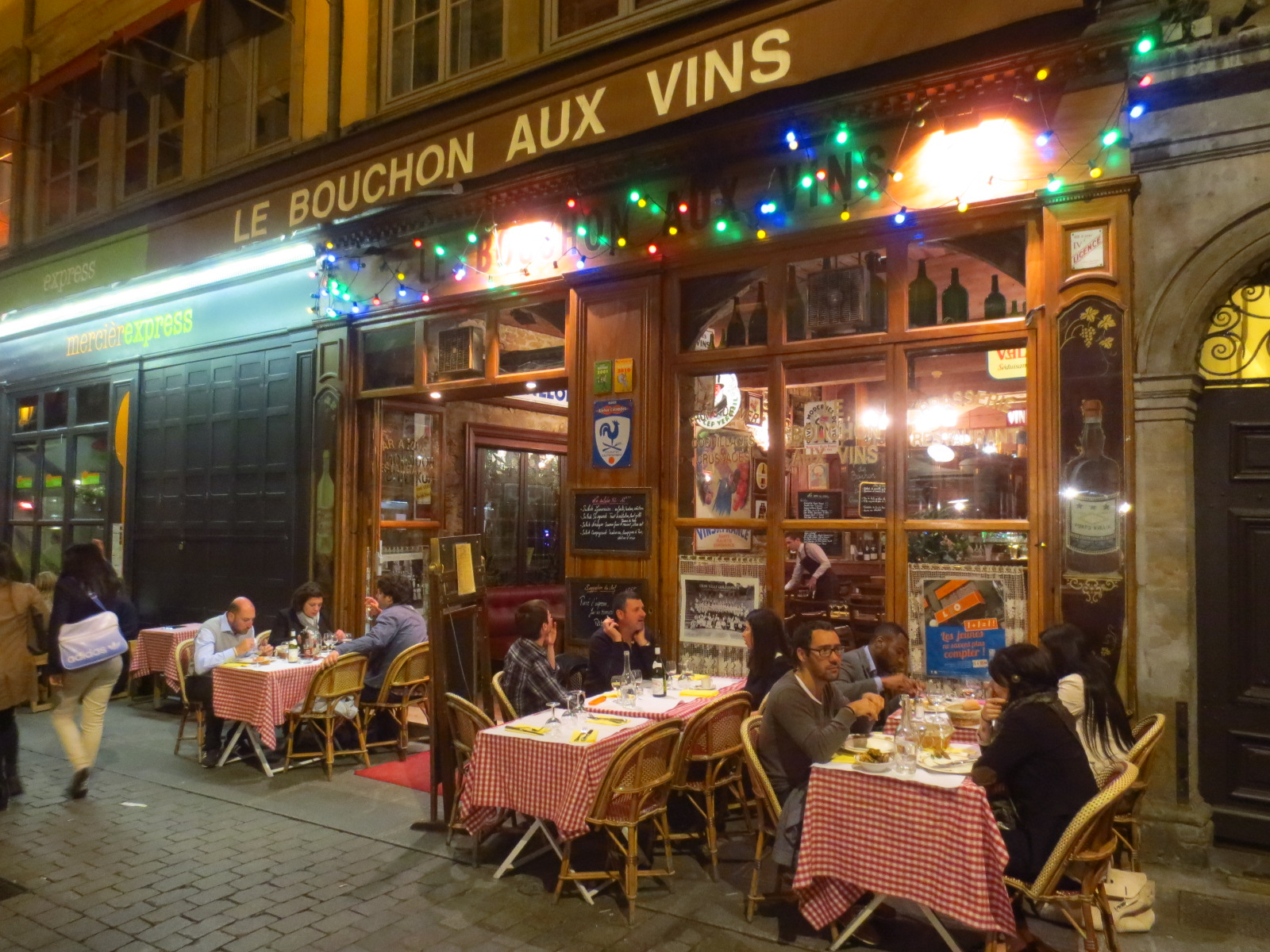
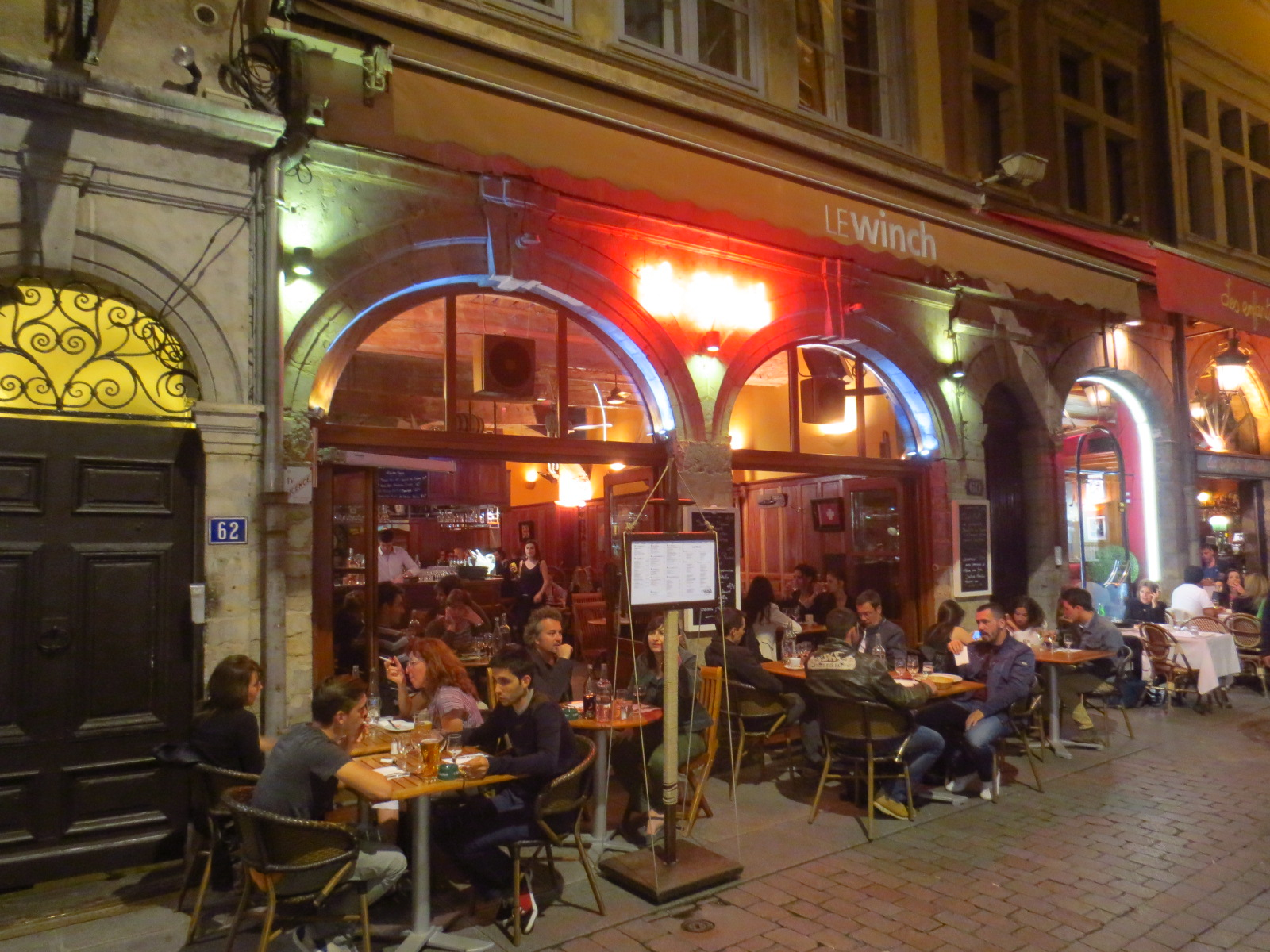
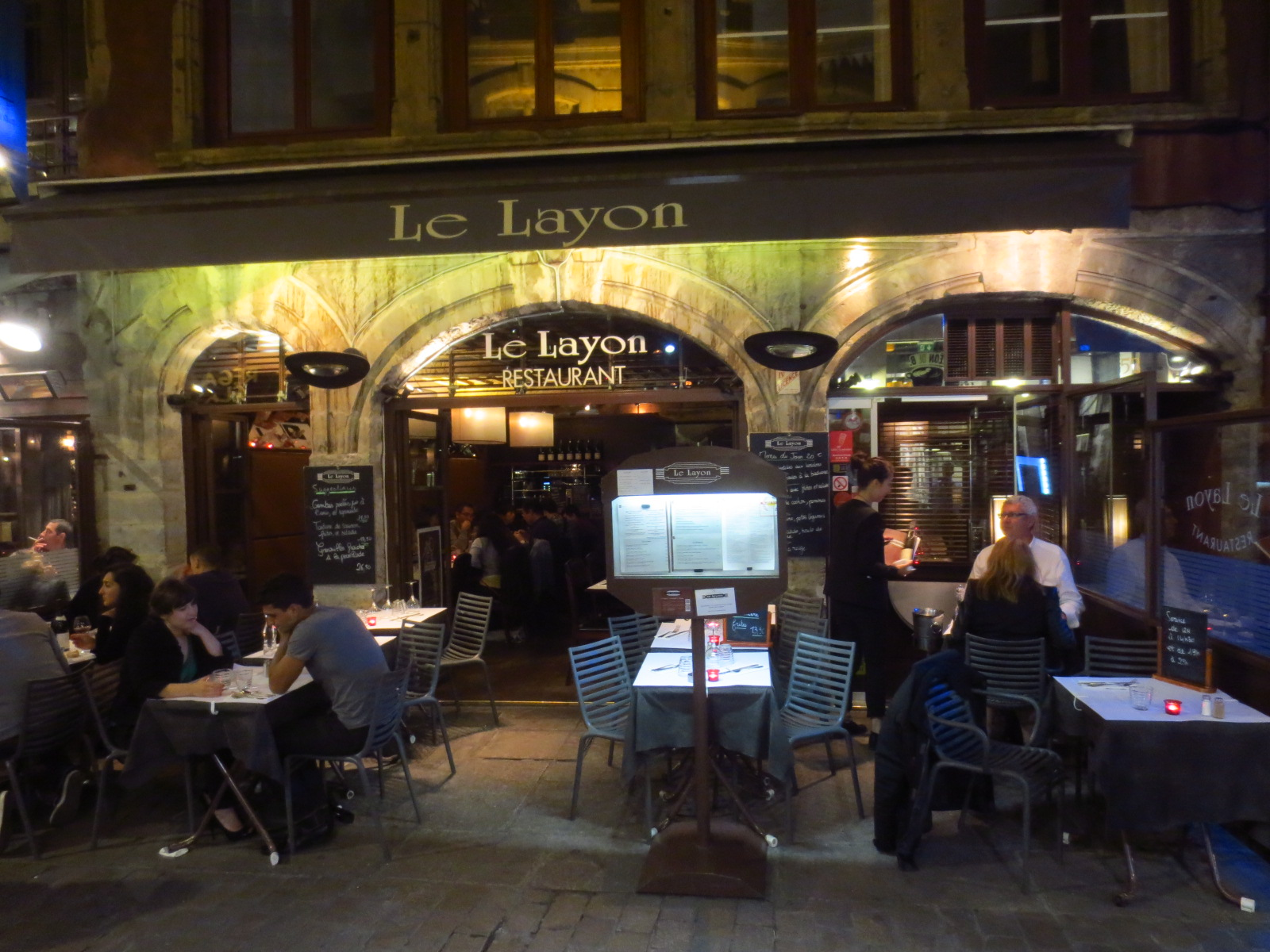
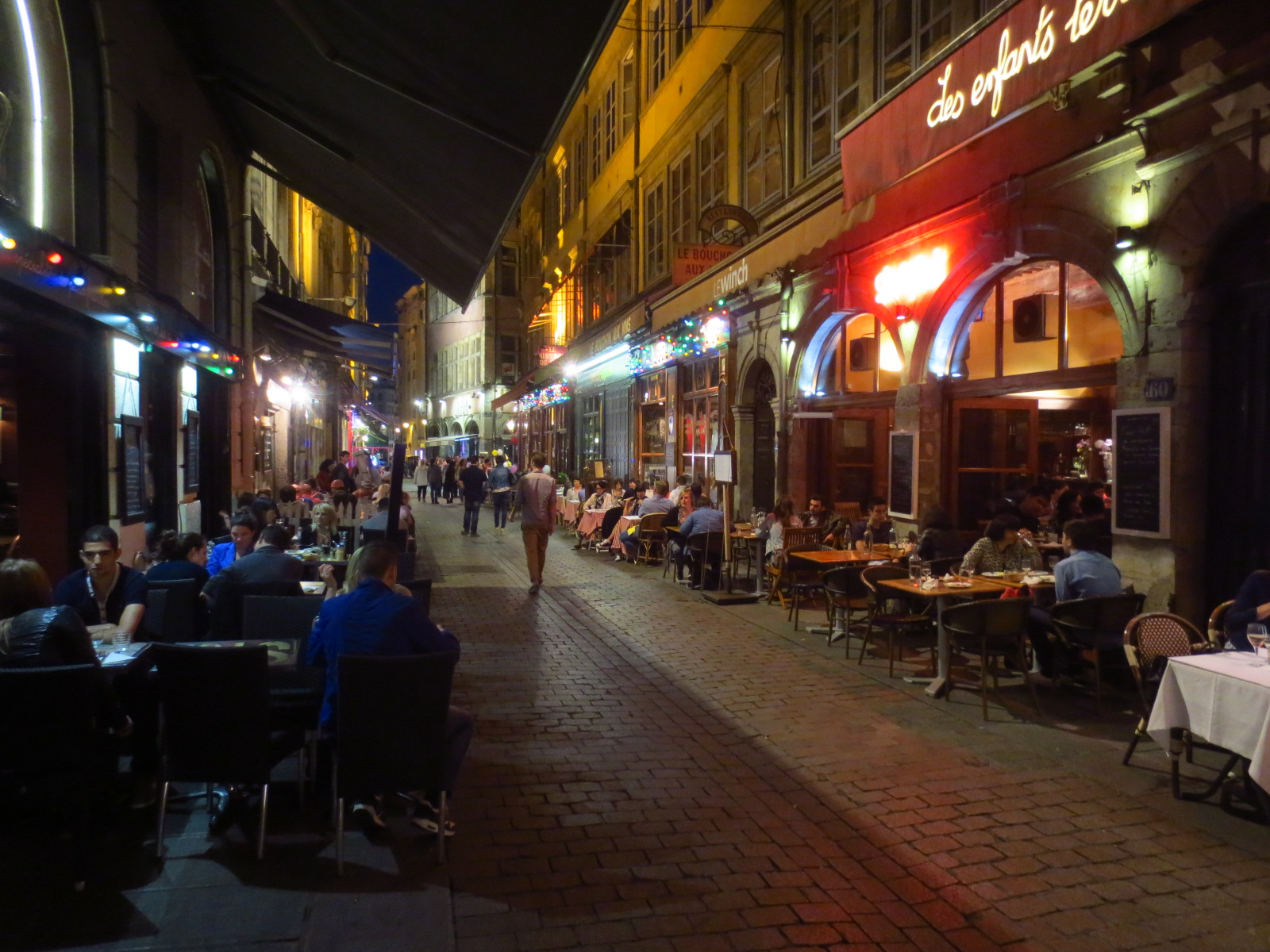
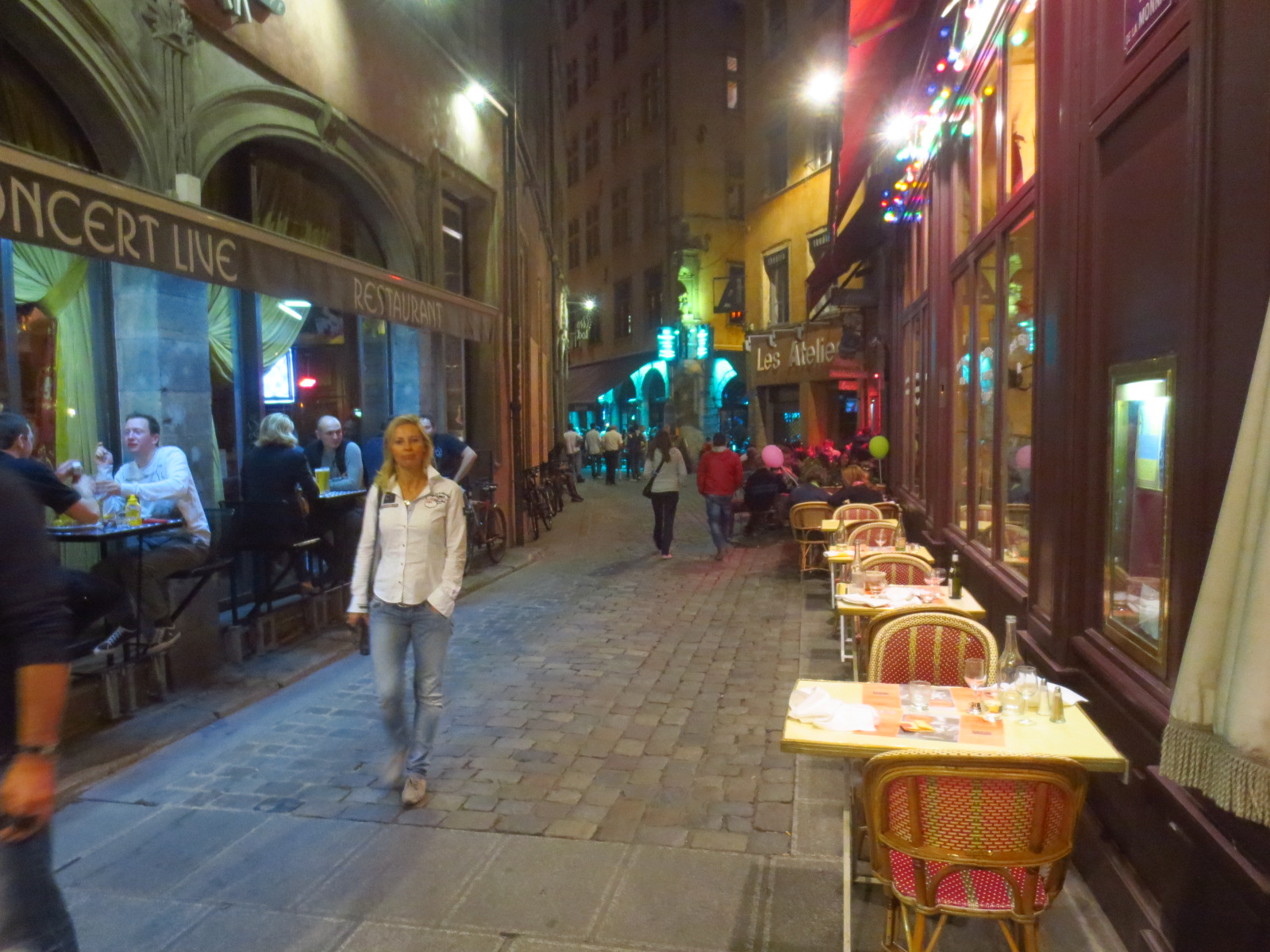
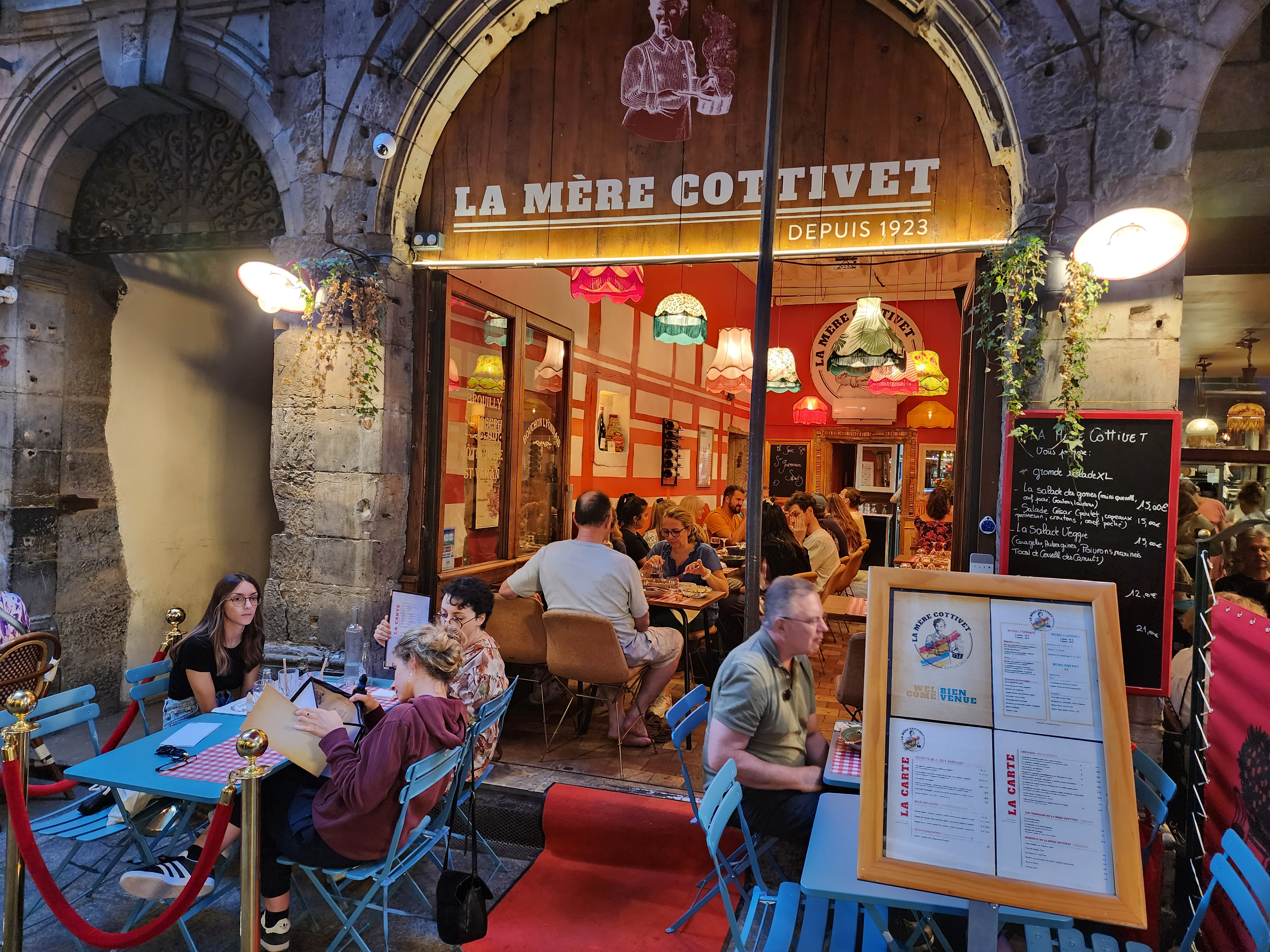
Bouchon Lyonnais : La Mère Cottivet
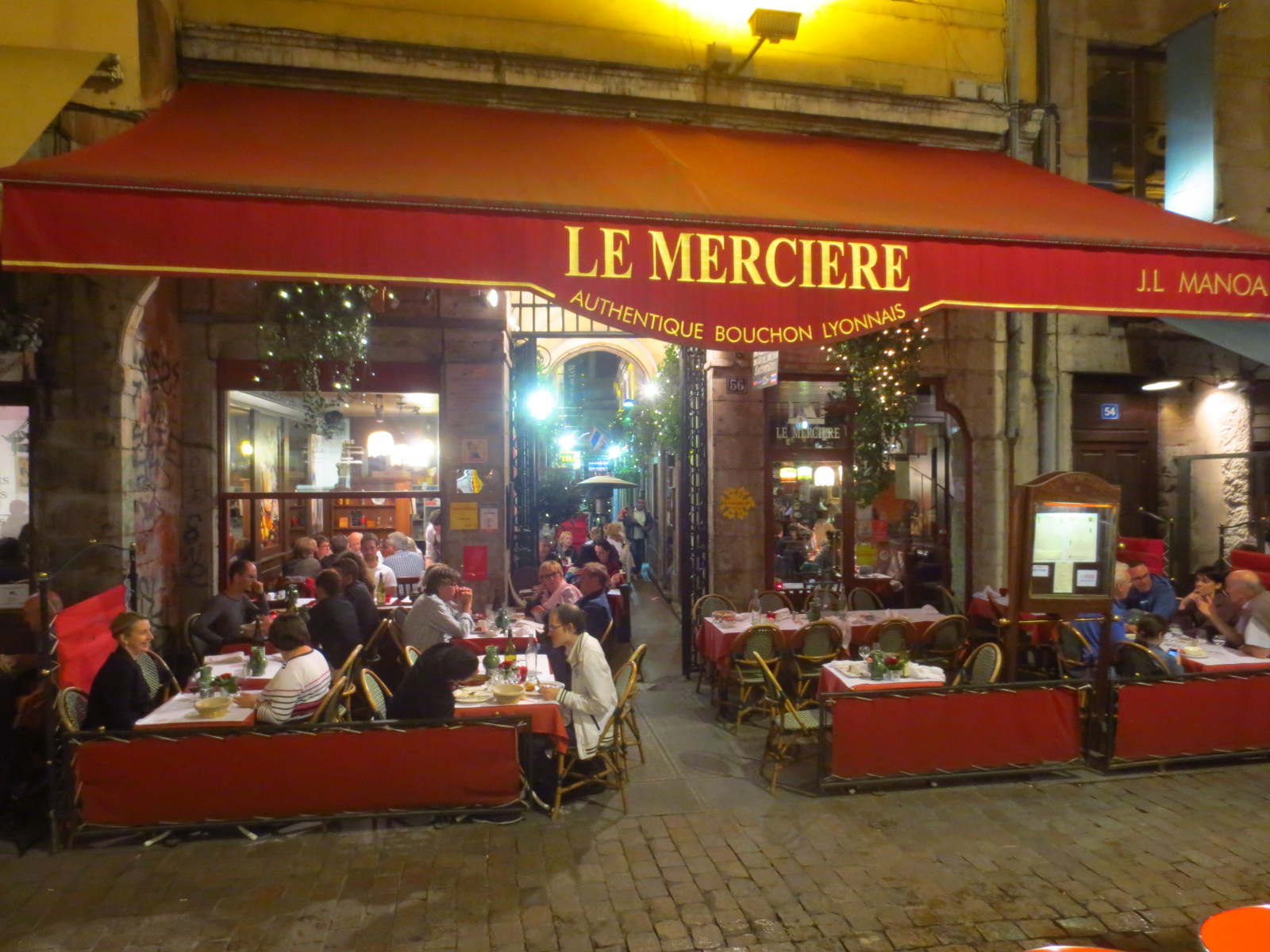

Tombée dans un état d'insalubrité au cours des XIXe et XXe siècles, elle fait l'objet de plusieurs projets de réaménagement, notamment le projet Moncorgé, Transformation et embellissement de Lyon, en 1909. En 1925, le concours de la SEL vise déjà la transformation du quartier. Il faut notamment mentionner le projet de F. Chollat qui, avec son 5e prix, voulait en lieu et place de la rue Mercière, édifier un quartier moderne, écrasé par un gratte-ciel d'une cinquantaine d'étages. En 1958, le conseil municipal prend la décision de rénover le quartier Mercière-Saint-Antoine. La partie nord de la rue est rasée entre la rue et le quai pour faire place à un projet immobilier d'envergure : M. Marot, architecte en chef des bâtiments civils et palais nationaux élabore un projet remanié à dix-huit reprises afin de « respecter la variété d'aspect et la fantaisie qui faisait les charmes du vieux quartier ». La partie sud de la rue est alors un haut-lieu de la prostitution et des hôtels de passe jusqu'aux années 1970.

Quelques spécialités de la cuisine lyonnaise, et des bouchons de la rue Mercière
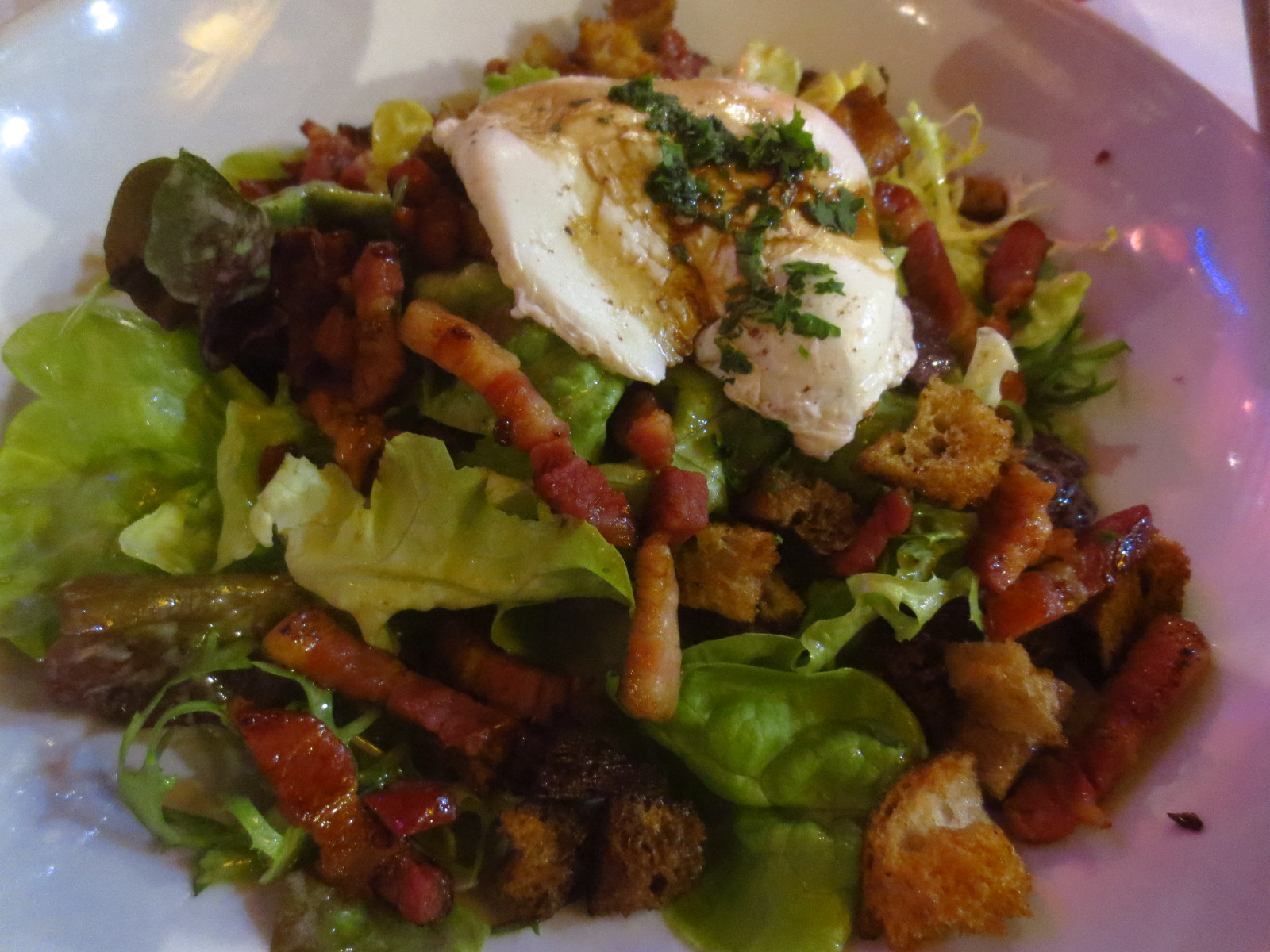
Salade lyonnaise
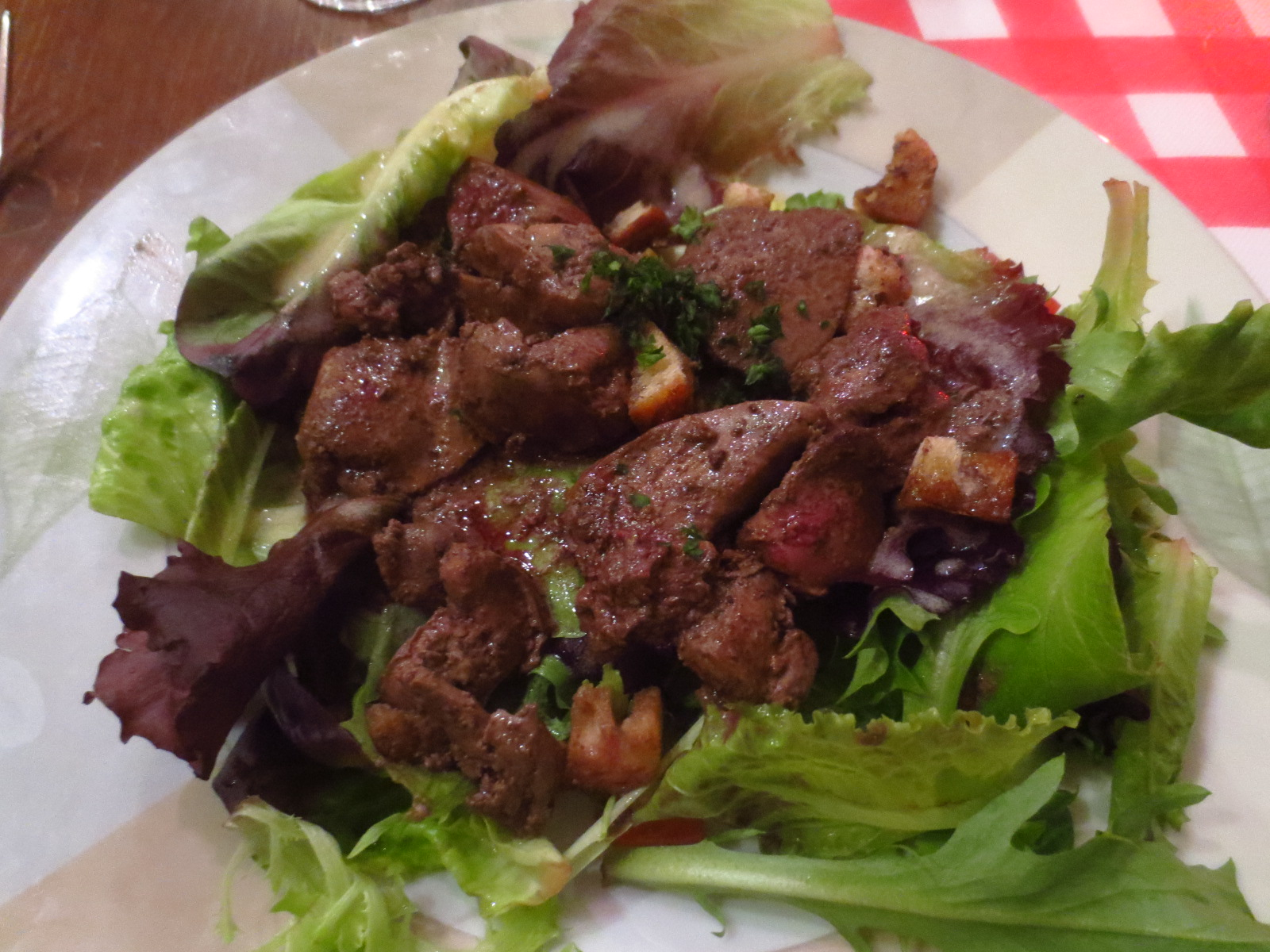
Salade lyonnaise aux foies de volaille
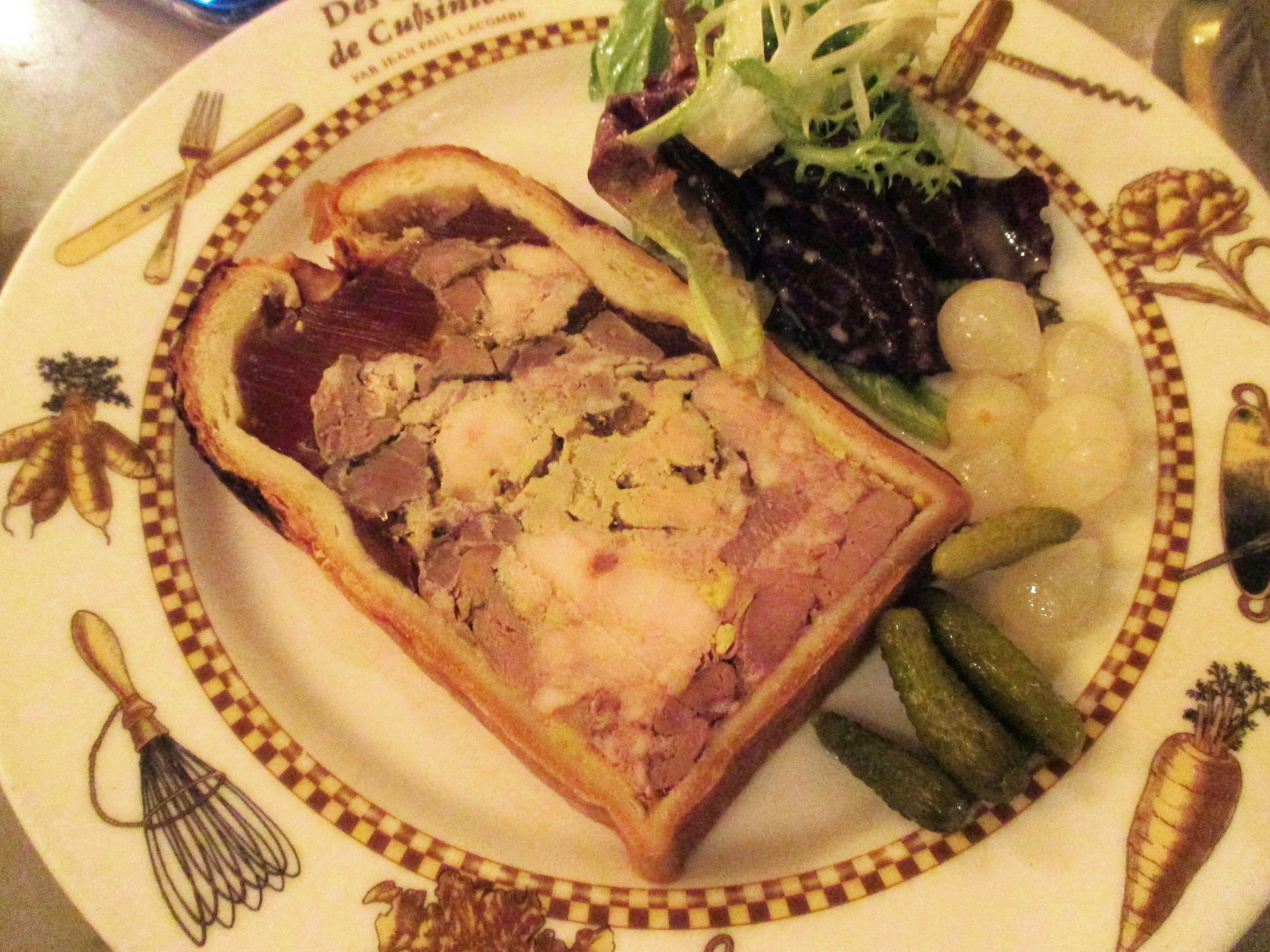
Pâté en croûte lyonnais
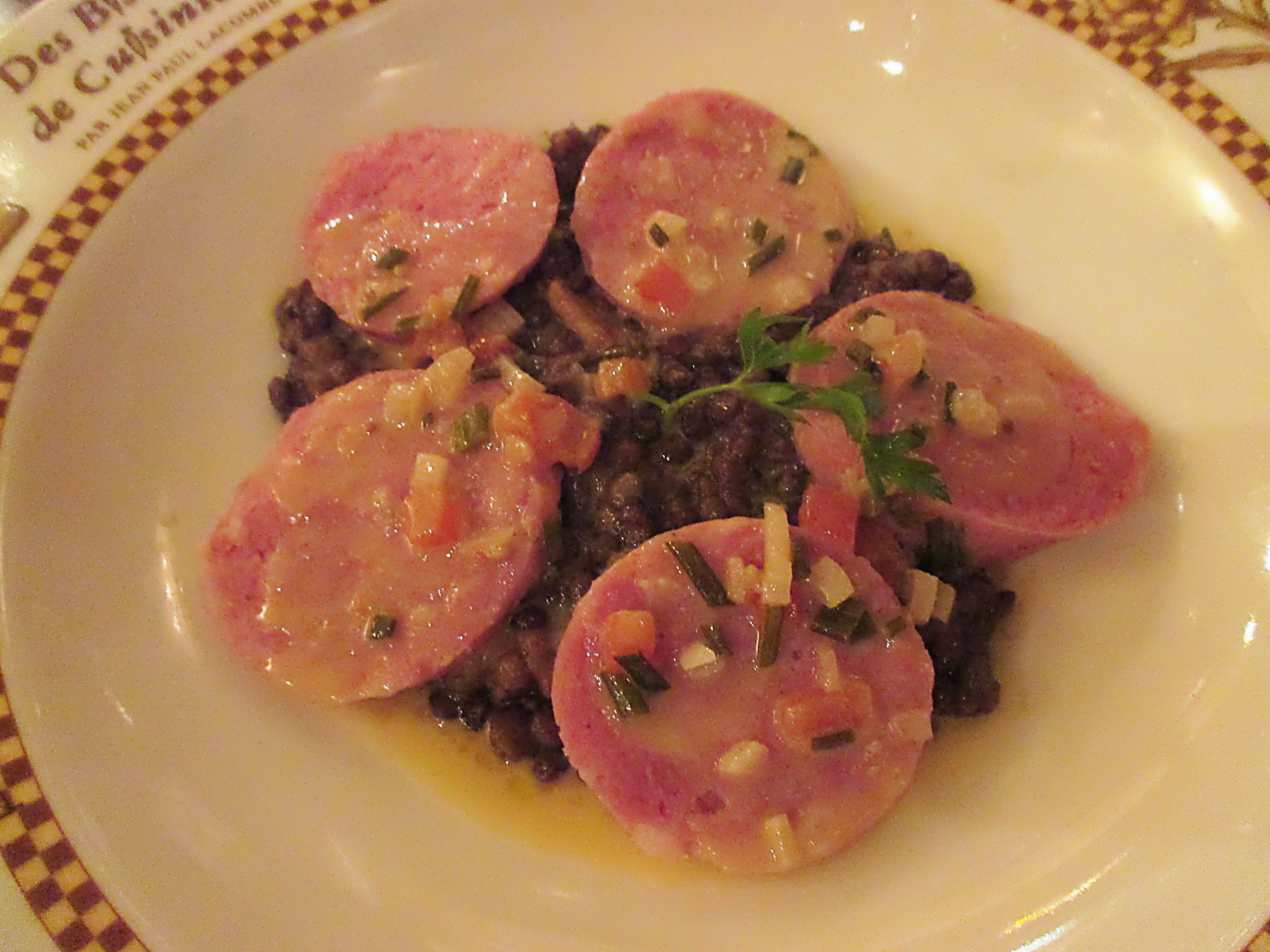
Saucisson lyonnais aux lentilles
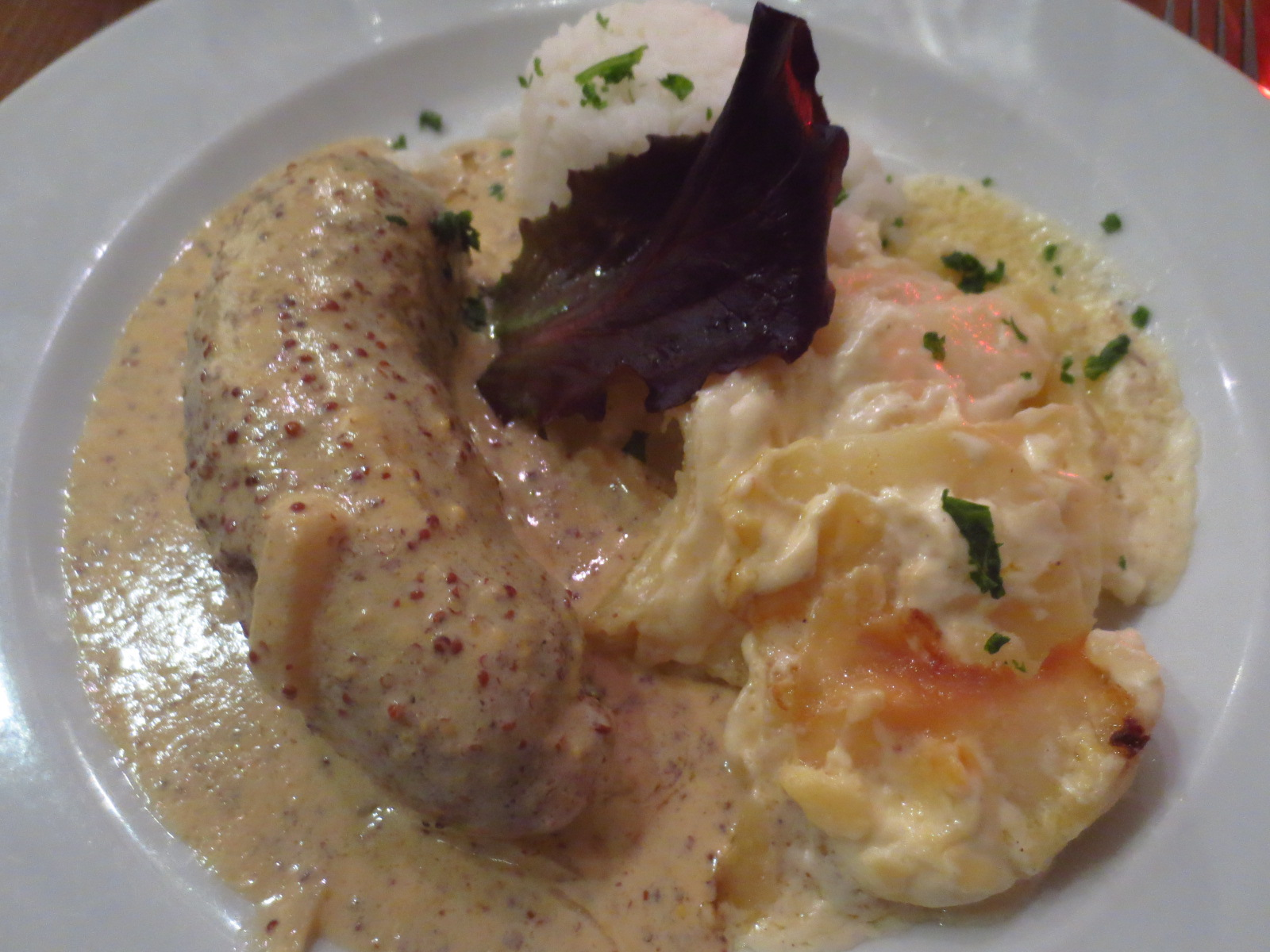
Andouillette lyonnaise, et gratin dauphinois
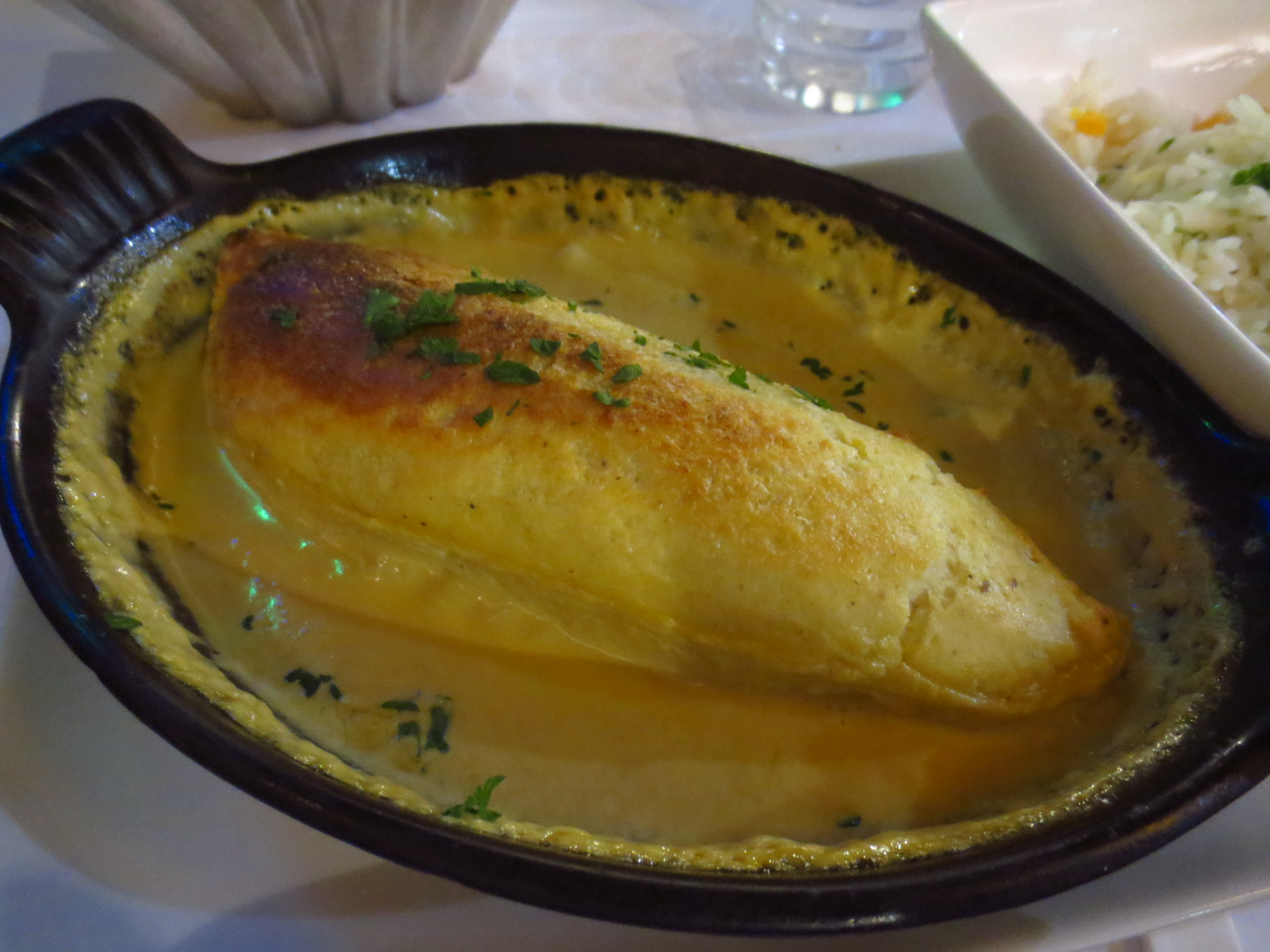
Quenelle lyonnaise, sauce Nantua

Dans les années 1980, la municipalité lyonnaise réhabilite totalement le quartier, avec entre autres, un plan d'aménagement urbain aux abords de la place des Jacobins. Le patrimoine architectural Renaissance de cette très ancienne rue de Lyon est rénové, embelli, et mis en valeur de façon spectaculaire. Proche du quartier de l'Hôtel de ville de Lyon, il est réhabilité avec quelques rues adjacentes en rue piétonne touristique, avec une importante concentration de restaurants, bouchons lyonnais, brasseries, bistros, et bars, pour devenir un des hauts lieux de la cuisine lyonnaise, très prisé des Lyonnais et du tourisme international lyonnais. En 1998, cette rue pittoresque des vieux quartiers historiques lyonnais participe à l’inscription de Lyon au patrimoine mondial de l'Humanité, catégorie site urbain reconnu avec ses vieux quartiers historiques préservés comme « une des plus belles villes du monde »,.

Les destructions de la partie sud de la rue, avril 1985
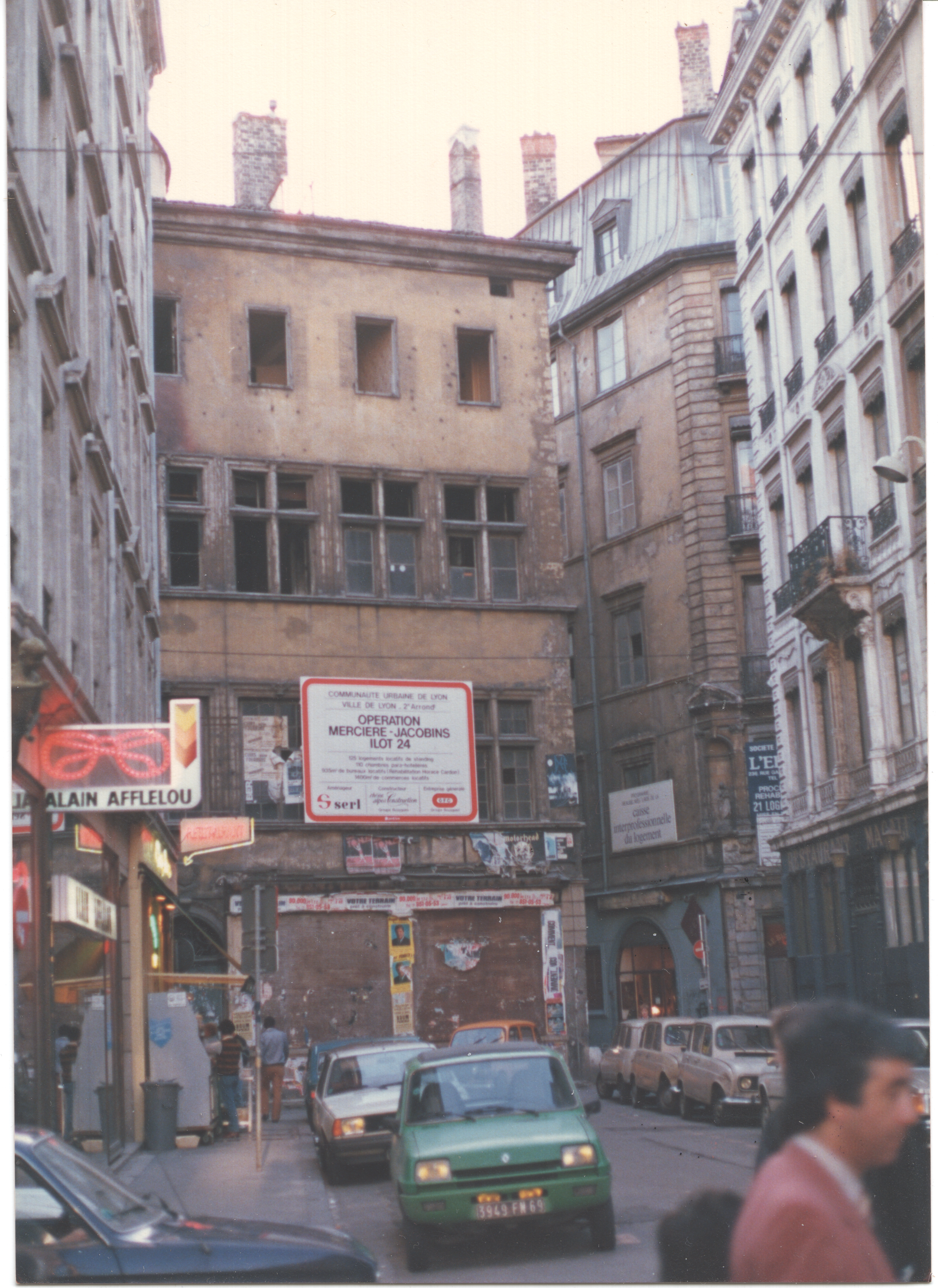
Hôtel d'Horace Cardon en avril 1985, pendant les destructions du sud de la rue Mercière.
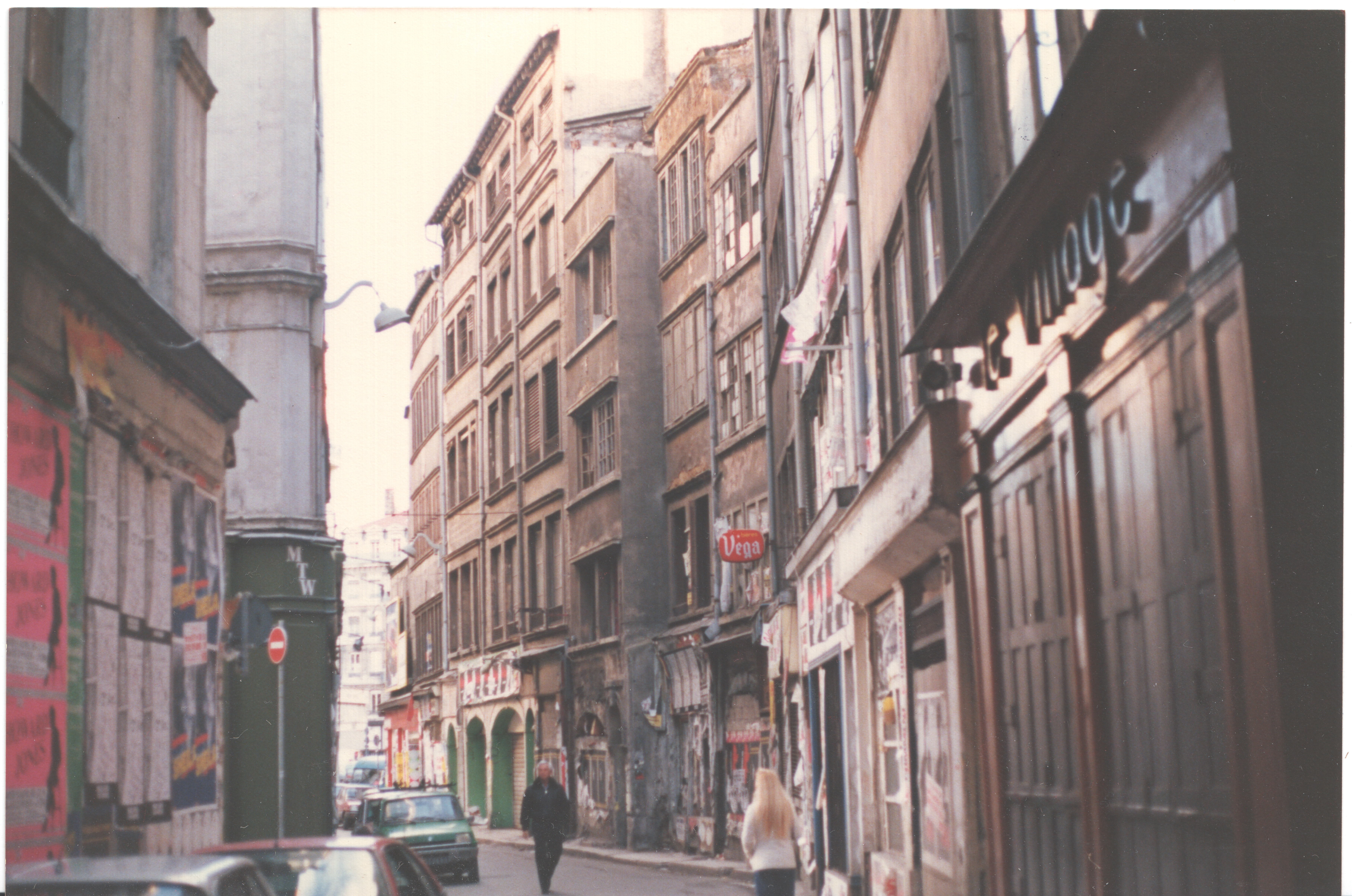
Alignement des maisons côté occidental à droite, vue vers le sud depuis la rue Thomassin, aujourd'hui disparues.
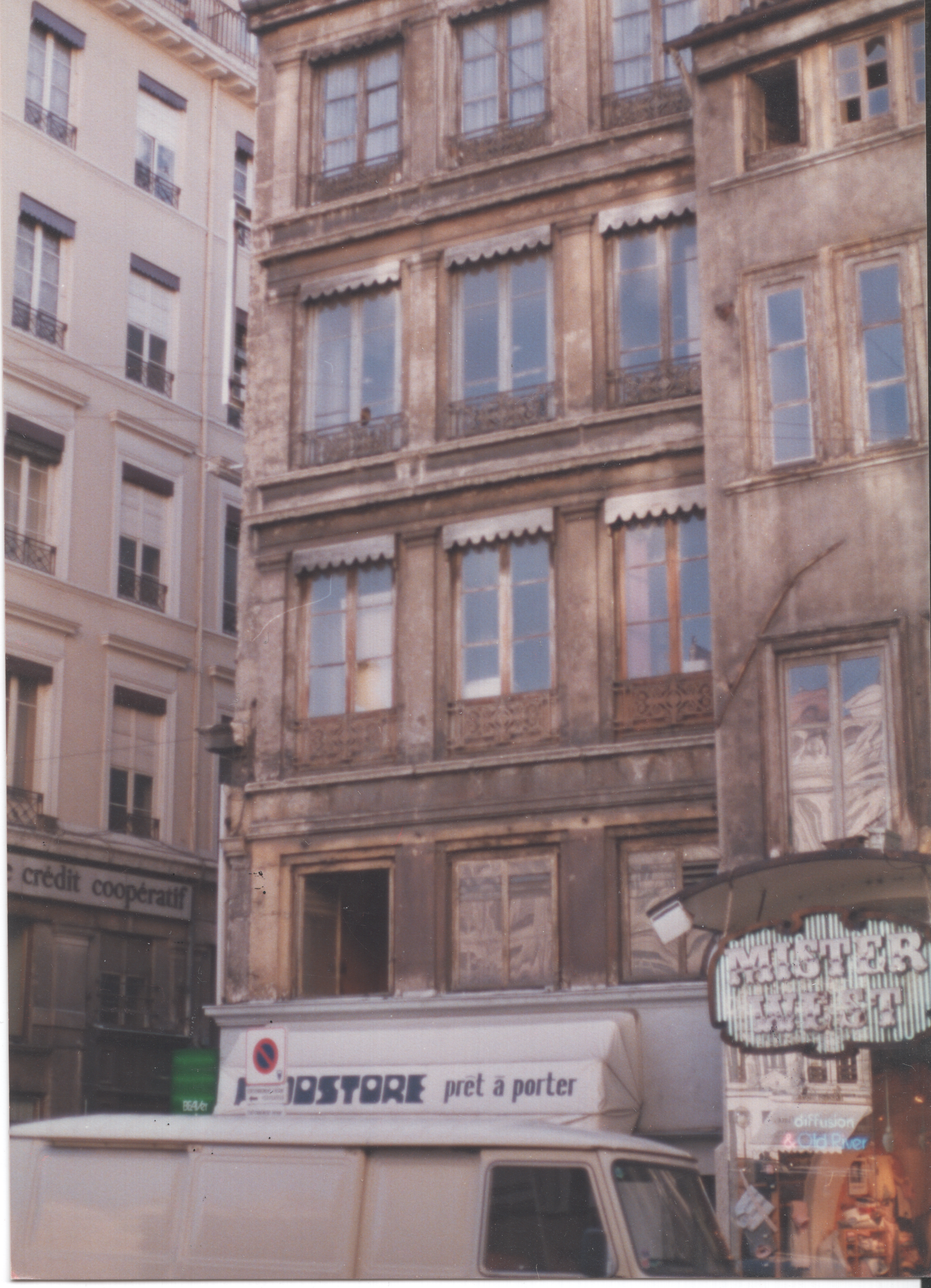
Angle des rues Mercière et de l'Ancienne-Préfecture, vue vers l'ouest. Place des Jacobins.

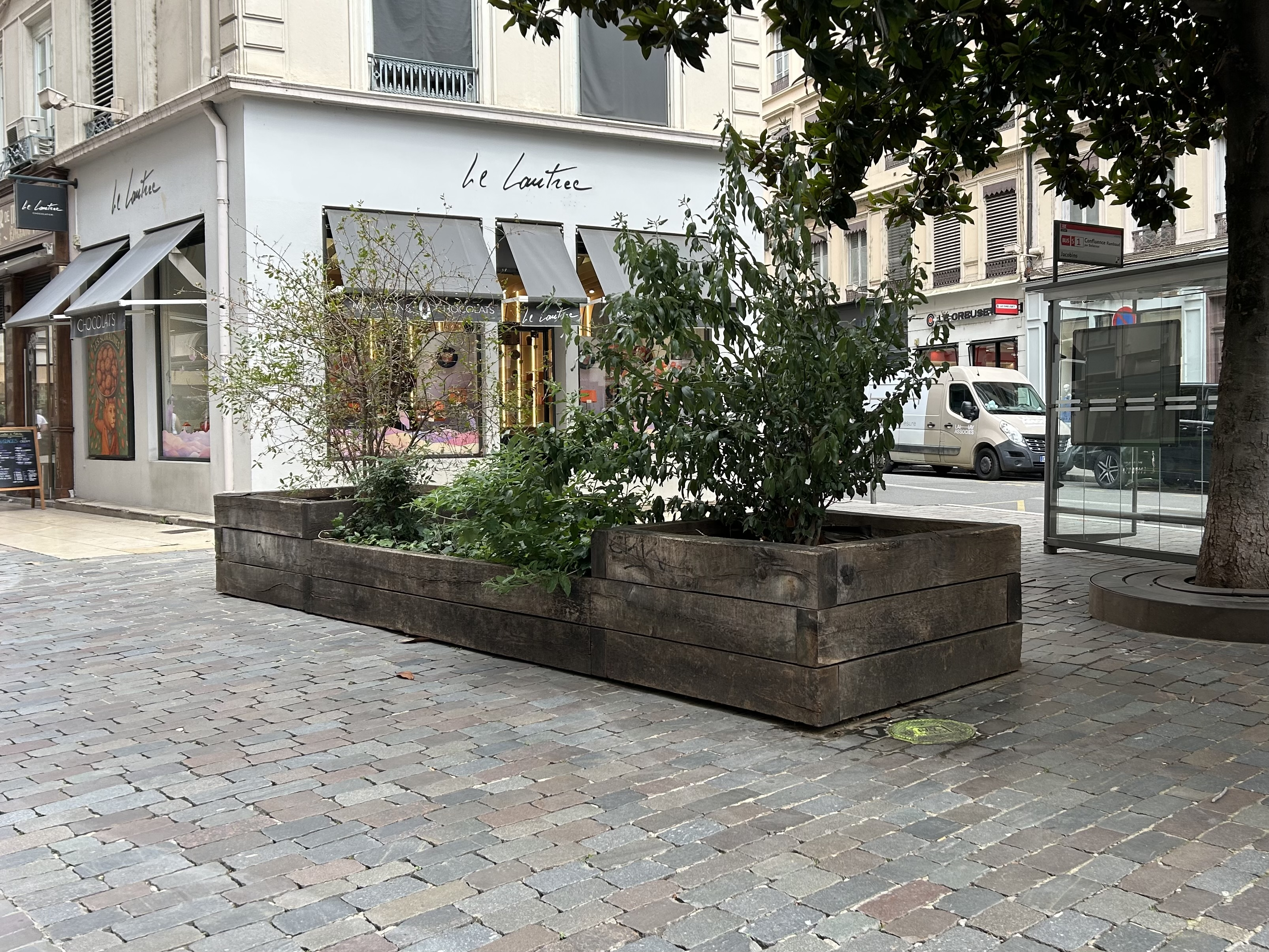
Les bacs à végétaux encore en place en 2025, quelques jours avant leur retrait.

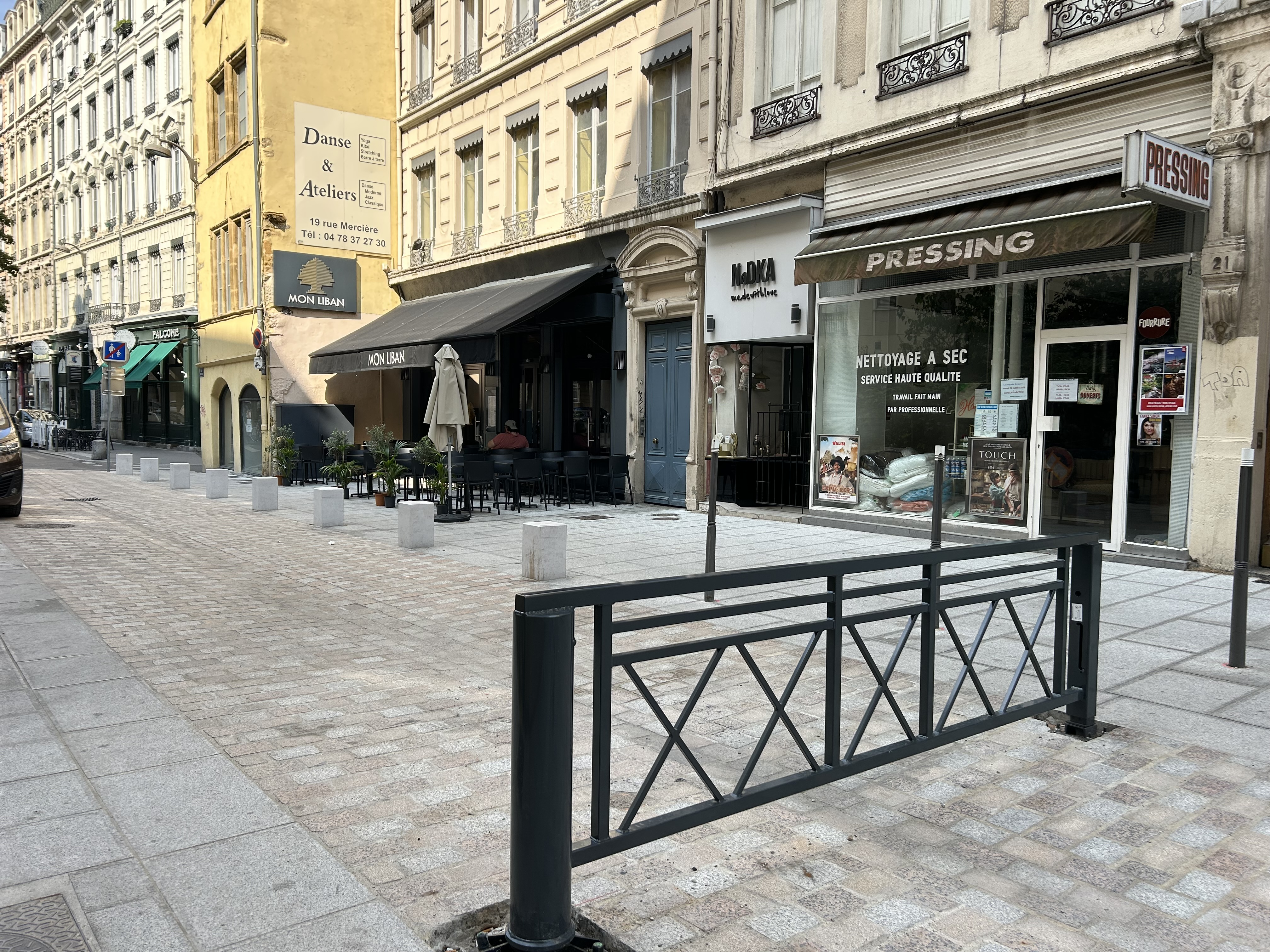
La portion de la rue piétonnisée en 2025.

#### Au XXIème siècle
En 2019, l’entrée sud de la rue accueille les premiers bacs à végétaux composant le projet de végétalisation de la Presqu'île. Ces derniers ont pour spécificités d’avoir été installés en tant que testeurs, et de n’avoir été retirés qu’en 2025, soit cinq ans après tous les autres ayant composé l’expérimentation.
En 2025, à l’occasion de la fermeture à la plupart des véhicules de la rue Grenette perpendiculaire, la section de la rue comprise entre cette dernière et la rue Dubois est piétonnisée, ce avec un dallage reprenant la trame du reste de la rue piétonnisé une quarantaine d’années plus tôt.